# 我間乱〜GAMARAN〜
『我間乱〜GAMARAN〜』（がまらん）は、中丸洋介による日本の漫画作品。『週刊少年マガジン』（講談社）2009年第24号から2013年第30号まで連載された。
物語の2年後を描いた『我間乱 ―修羅―』が『マガジンポケット』（同）にて2018年3月21日より連載中。2020年10月時点でシリーズ累計発行部数は280万部を突破している。

## あらすじ
時代は江戸中期。"鬼の巣"と呼ばれ、幾多の武芸者どもが集まる藩として知られる海原藩では、海原藩の次期藩主を決めるため武芸仕合である"海原大仕合"が行われることとなった。現藩主・鷲津直正の二十八男である鷲津直善は、海原大仕合に出場させる流派を探すため、"千人斬り"と呼ばれ最強の剣客と言われた黒鉄陣介の流派とされる大亀流を訪れ、そこで出会った陣介の息子である、大亀流門下の少年・黒鉄我間の実力を目の当たりにし自らの夢を託す。
我間は強敵揃いの一回戦を苦戦しつつも1人で勝ち抜き、さらに我間の兄弟子たちも直前に合流、二回戦においても、恐るべき武芸者たちとの激闘の中、直善と我間たちは絆を深めあって行くが、大試合の裏で、数年前、「ある事件」を起し大亀流を去った陣介と、彼の率いる無宝流による恐るべき陰謀が進められていた…。

## 海原大仕合概要
海原藩藩主・鷲津直正により開催された武芸仕合。直正の息子である31人の藩主候補がそれぞれ最強と目した流派を推挙し、選ばれた流派同士で争う。この大仕合で頂点に立った流派を推挙した藩主候補が海原藩藩主跡目として認定される。
一回戦仕合方式
期限は開戦後1か月。三十一流派が八つの組に分かれて戦う。戦い方は完全自由とし、敵流派の筆頭代表に「敗北宣言」をさせるか、殺せば勝ちとなる。期限満了時に残った流派が一回戦勝利流派として二回戦進出となる。なお、期限が過ぎても二流派以上が残った場合は討った流派の数で勝負を決する。また、作中に記述はないが、討った流派数も同数の複数流派が残った組は、残った流派がともに二回戦に進出となる模様（このため、一回戦では八組での争いにも拘らず二回戦進出流派は十流派となっている）。
二回戦仕合方式
海原藩城下を舞台に十流派が同時に戦う勝ち抜き戦。一回戦と違い期限は設けられていない。勝利条件は最低1名の敵流派の主君を殺し、その首を持って藩主候補が城に戻ること。なお、毒による攻撃、および城下外に出ることは禁じられている。

## 登場人物と流派

### 大亀流（おおがめりゅう）
海原藩の藩境に位置する、人里離れた山奥に道場を構える剣術流派。創設二百年を越える古参の流派で、雷・火・空・水・土の五つの型からなる「五行（大亀流五剣）」を軸とした独自の術技体系を持つ。
かつて大亀流では、黒鉄陣介と妙画鉄斎という2人の天才剣士が当主の座を争っていた。当時の当主であった大泉亀伝坊は、陣介の内に秘められた野心を見抜きながらも、わずかに腕の勝る彼に当主の座を託した。
しかし大亀流は、剣と流派の力を用いて権力を得ようとする陣介の派閥と、武術流派としての大亀流を守ろうとする鉄斎の派閥に分裂。両派の溝は埋まらず、ついには同門同士で殺し合うという事件に発展した。この事件で、鉄斎と彼の支持者たちの多くが死亡し、陣介は自分の支持者達を引き連れて姿を消した。この事件で生き残った門下生は、陣介の息子である黒鉄我間とその兄弟子である千石伊織、桜真ノ丞、一ノ瀬善丸の4人のみ。のちに3人の兄弟子たちは陣介の行方を追って道場を離れ、現在は我間と隠居した亀伝坊、その娘である千花の3人が道場に居残っている。
黒鉄我間（くろがね がま）
本作の主人公。黒鉄陣介の一人息子で、父譲りの銀髪が特徴の15歳の少年。実年齢以上に小柄で幼い容姿だが、9歳の頃からの5年間たった一人で他藩からの道場破りに勝ち続けてきたほどの実力の持ち主。特に身のこなしや動体視力、反射神経など、あらゆる面で人間離れした「疾さ（はやさ）」を持つ。大亀流の剣士は、修行の初めに「五行」の第一式の技すべてを習得するが、我間は疾さ重視の五剣ノ一「雷電型」のみ第二式まで習得している（後に伊織の特訓により第三式まで習得）。反面、体格的に非力であるため、威力重視の型である五剣ノ二「焔燃型」は苦手とする。観察力や学習能力にも優れ、敵の技を一見しただけで自分のものにし、あまつさえ独自に改良を加えるなどの創意工夫を見せる。
普段は年相応に生意気な性格で、年上や目上の人間に対しても基本的に敬語は使わない（「さん」など最低限の敬称を付ける程度）。下の毛がまだ生えていないことを非常に気にしており、道場の仲間からことあるごとに「つるちん」呼ばわりされムキになることが多い。一方で、剣術に対しては日々の鍛錬を欠かさず真摯な姿勢で臨み、武芸者として確固とした信念と覚悟を持つ。また、自分が強さを認めた相手に対しては、たとえ敵であっても敬意を払う。かつて同門の仲間たちを殺した父・陣介を深く憎んでおり、いつしか自分の手で彼を倒すことを悲願としている。
続編の『-修羅-』では、可士太郎との修行の旅の最中に幕下百剣に番付5番で百剣士に選ばれることに。伊織を超え、天下無双となるべく参加。折りしも年を経て剣士として最も成長する時期に入っており、海原大仕合をも凌ぐ成長速度を見せる。可士太郎からは陣介以上の天凛を持っていると評価されており、我間の戦いを見た伊織からは陣介に被って見えると言われた。
無宝流の残党や直善との再会を機に、かつて陣介が歩もうとした道について今一度考えることになり、思慮の末陣介を知り超える為に無宝流の当主となる事を決断。
千石伊織（せんごく いおり）
我間の兄弟子であり、幼少時からの師匠的存在。後ろに束ねた癖毛と鋭い双眸が特徴の男前で、羽織と煙管を愛用する洒落男。24歳。陣介に「自分のすべてを叩き込んだ」と言わせるほどに認められた高弟であり、我間と同等の疾さに加え、片手の斬撃で鉄製の武具ごと相手を両断するほどの圧倒的な膂力を兼ね備えている。我間の師だけあって雷電型を多用する傾向にあるが、元々の攻撃力がずば抜けているため流派の技を使うことは少ない。刀を両手で握ることはなく、片手一本か、脇差との二刀流で戦うことが多い。戦闘後の刀の手入れを面倒臭がっており、抜く価値がないと判断した相手に対しては、基本的に素手か手近な武器を奪って戦う。傲岸不遜かつ掴み所のない性格の持ち主で、よく我間をからかい彼が怒る姿を見て楽しんでいる。
9歳の頃、自分の両親を殺した不良侍二人に陵辱されかけたところを陣介に救われ、その圧倒的な強さに魅かれ大亀流に入門した。以来、陣介を実の父親のように慕っていたが、のちに覇道を歩もうとする陣介の誘いを断り決別する。陣介を止めるべく、鉄斎派との抗争前日に一騎討ちを挑むが敗北。この戦いは我間と亀伝坊以外には知らされておらず、のちの真ノ丞との軋轢を生む要因となった。
ほかの弟子たちとは別行動で陣介の行方を追っていたが、陣介が海原大仕合に参戦している可能性があるという情報を掴み帰還。我間と鏡千流との決戦の場に姿を現し、愛弟子である我間の成長を確信しつつも問題点を指摘。二回戦を前に我間に自らの技を伝授するなどの修行を施し、海原大仕合二回戦開戦後は再び別行動を取るが、明神流戦で真ノ丞と合流する。
対四神槍戦では圧倒的実力を見せ、神野一翁をわずかこぶし2発で撃破。海原城へ単身突入した際も、鞍四伝・林慶・前園兆栄・那須早雲（それぞれが軍団団長）などを圧倒的な技量差で斬り倒す。その後、陣介の前で大亀無宝流間の一年間の休戦協定を締結させ、姿を消すが裏では内通者の月影、神成流の鬼崎玄斎らと連携して無宝流打倒のための準備を行っていた。一年後、大亀流と無宝流の決戦が始まった後、再び我間達に合流する。
続編の『-修羅-』では、陣介亡き後の天下無双として無芸者から狙われながら修行の旅を続けていた。陣介の死に囚われる面が現れており、鈍くなった己の剣が天下無双とされることへの苛立ちも心の底で抱えている。
陣介が座した天下無双とは何かを求める中で幕下百剣として幕下大仕合への参加を要求され、真の天下無双を掴むべく参加を承諾する。
桜 真ノ丞（さくら しんのじょう）
我間の兄弟子の一人で、伊織と肩を並べる実力者。束ねた長い黒髪と切れ長の目が特徴の美男子。24歳。通称は「真さん（伊織は真と呼ぶ）」。疾さと技巧を兼ね備えた剣士で、五剣ノ四「水龍型」に代表される流麗な太刀捌きが特長。涼しげな容姿に反して相当な毒舌家であり、特に後輩の善丸に対しては辛辣な発言が多い。また極度の方向音痴であり、海原城下に到着するまでに二日以上森を彷徨ったことがある。
10年前までは一天流（いってんりゅう）という他流の道場に在籍しており、当時14歳にして道場の跡取りを嘱望されるほどの腕前を持っていた。しかし、突如道場に現れた双燕流当主・二階堂美作に仲間や道場主の娘である許婚の幸を殺され、これに激昂して美作に挑むも圧倒的な実力差の前に惨敗を喫し、長らく強いトラウマを抱えるようになる。その後、美作に指摘された自分の剣に足りない「狂」の強さを得るべく、大亀流の門戸を叩いた。
海原大仕合二回戦より善丸とともに参戦。四神槍との戦いに向かう道中で美作たちと再会し、他の仲間を先に行かせ単独で因縁の私闘に臨む。切り札である二刀流を解放した美作に手こずりつつも、10年間で磨かれた技で圧倒し見事敵討ちを果たす。四神槍戦には伊織とともに途中から合流するも、突如として現れた馬庭重法を筆頭とした無宝流第二遊撃師団の攻撃を受ける。その際、大宮万里、馬庭重法の二人を相手にすることとなるが、神野一翁の乱入もあり、馬庭重法を一撃で斬殺する。
戎簾の里では、空席となっていた大亀流当主を決めるべく、伊織に戦いを申し込む。数々の技巧で伊織を苦戦させるも、伊織の膂力の前に徐々に押され始める。最終的には後から駆け付けた亀伝坊が仲裁に入り、勝負はお預け。流派を守ろうとする意志の強さは伊織も認め、亀伝坊の最終判断で、大亀流当主となる。
続編の『-修羅-』では、大亀流の道場主として後身の育成に精を出している。幕下百剣に選ばれ招待状が届いてはいたが、海原大仕合の際に負った傷が原因で腕を十全に使えなくなっていたこと、何より大亀流という家族を守る在り方を決めていたために不参加を表明した。我間との手合わせで負けたことで自身の巻物と陣介が大亀流時代に使っていた刀の千我村雨を我間に譲渡した。その後利虎の手紙によって我間が無宝流の当主になったことを知ると千花を連れて江戸に向かった。
一ノ瀬善丸（いちのせ ぜんまる）
我間の兄弟子の一人で、体格のいい長身の男。風貌通りの豪快かつ単純な性格で、真っ先に敵の罠に嵌り窮地に陥ることが多い。その気質は剣術にも表れており、威力重視の技である「焔燃型」を最も得意とする。その戦い方ゆえに周囲から口々に馬鹿力と呼ばれるが、本人はあくまで技であると強調している。先輩である真ノ丞の毒舌の最大の標的であり、「サル」「筋肉バカ」などと呼ばれ年甲斐のない罵り合いをしている。しかし、自分に没頭しやすい大亀流の面々の中では人を見ており、所謂ツッコミが多い。腰の大小に加え、自分の身の丈ほどの長さを誇る怪刀「久夛良木定長（くたらぎさだなが）」を携えている。海原大仕合二回戦より真ノ丞と共に参戦。
実家の一ノ瀬家は大実賀藩で剣術師範を務める一千石取りの武門の大家で、我間を愕然とさせるほどの名家の御曹司。家門に相応しい武名を揚げ、陣介とともに大亀流を裏切った兄・可偉を倒すために修行に打ち込み、戦いに身を置いている。
続編の『-修羅-』では、一ノ瀬家の道場の一つを任されている。海原大仕合の後もひたすらに鍛錬に打ち込み自身を定長に特化させており、定長を使用するとなれば幕下百剣内では下位であった周囲評を容易く覆すほどの力量を見せる。一方で死線や窮地から長らく距離を置いていたこともあり、修羅場となる幕下大仕合に身を投じたことを度々危惧されることも。
大泉亀伝坊（おおいずみ かめでんぼう）
大亀流の先代当主で、陣介の師匠。我間や伊織からは「亀じい」と呼ばれている。普段はひょうきんな好々爺を装っているが、その実力は健在。道場を離れていた伊織達に代わって我間を鍛え上げた。海原の猛者たちの実力を知っており、我間が直善の下につくことを渋っていた。作中で我間を「つるちん」呼ばわりした初の人物。
大泉千花（おおいずみ せんか）
亀伝坊の娘で道場の家事手伝い。見た目麗しい妙齢の女性だが、本性はずぼら。日向兄弟が住み込みで働くようになってからは、彼らに雑用を押し付け、自分は好物の団子ばかり食べている。このためやや体型が崩れがちで、伊織や日向兄弟からは「ブタ」「メスブタ」呼ばわりされる始末。容姿のいい男や裕福な男に目がなく、気に入った男が道場を訪ねて来ると、入念な厚化粧をして出迎える。伊織に好意を持っているが、彼からはまったく相手にされていない。
妙画鉄斎（みょうが てっさい）
陣介と並び称された天才剣士。陣介と大亀流当主の座を争っていたが、結局は実力でわずかに上回っていた陣介が当主に選ばれることとなった。大亀流を利用して権力を得ようとする陣介と違い、大亀流を守ることを最も大切なことだと考え、陣介の野望に反対する門下生たちの中心になっていた。5年前に陣介派との抗争で陣介に敗れ命を落とした。
椿原宗助（つばきはら そうすけ）
過去の大亀流の門下生で、我間の1年先輩。短期間で自分を追い越して行った我間の才を羨んでいたが、それを妬むことなく親友として我間に接していた。大亀流の内紛で陣介派の攻撃から我間をかばい命を落とした。

#### 戎簾の里（じゅうれんのさと）
大亀流道場から、海原藩外に数日歩いた山奥にある隠れ里。かつて大亀流の開祖が流派を興した地であり、以降代々の当主や高弟たちが、その資格と強さを得るための修行場として利用されてきた。
麟太郎（りんたろう）
里長を務める和蘭（オランダ）人男性。20歳のときに乗っていた祖国の船が遭難し、そのまま海に投げ出され海原藩の海岸に漂着した。その時に若き日の陣介と出会い、大亀流と交流を持つこととなる。自らも剣の修行を積み、やがて戎簾の里長を任せられるほどの実力を得る。日本に定住して数十年経つが日本語はあまり上達しておらず、意思疎通に支障はないものの珍妙な片言口調で話す。
可士太郎（かしたろう）
麟太郎と日本人の妻（故人）との間に生まれた長男で、里の中央にそびえる戎簾山の管理者。眼鏡をかけたひ弱そうな青年だが、父の麟太郎から天才と言わしめるほどの一流の武術家である。普段は山頂に建てた書斎に篭って研究に没頭している。特殊かつ変態的な性的嗜好の持ち主であり、「ややぽっちゃりの釣り目で何でもやらしてくれそうな女」が好みのタイプ。我間と善丸に稽古をつけるための交換条件として連れて来られた千花に、放送禁止用語だらけのセクハラ行為を強要しようとし、これに怒った彼女の鉄拳を食らい成敗される。
外見どおり、生まれついての虚弱体質で少し山道を歩いただけで息切れし、短刀しか扱えない等、体力、腕力ともに人並み以下のものしか持たない。それゆえ、一度は父から剣の道を諦めるよう告げられるが、十数年間研究に没頭した結果、人体構造について知り尽くすまでになり、体に触っただけで筋肉の付き方、これまで行ってきた鍛え方、これからするべき鍛え方を把握できる。それらに裏打ちされた卓越した身体操作術と相手の能力、戦型をも利用した「後の後を取る剣」は陣介に認められし達人集団である直属兵団の一人、清盛と短時間ながら互角以上に渡り合う程であり、彼からは「身体のハンデさえなければ間違いなく天才と呼ばれていた」と高い評価を受けている。
打倒無宝流の修行の為に山を訪れた我間、善丸の教育を任されることになる。二人には横柄な態度で接しているが、はじめての弟子、そして同じ目標を持つ友としてかけがえのない存在とも思っており、彼らのために戦うため大亀流との決戦に同行する。
続編の『-修羅-』では、我間を完成させるべく修行の旅に同行している。食い物のために我間の刀を売り払ったり、初対面かつ素性も明らかでなかった蘭にセクハラするなど言動は相変わらず。
美花（みか）
麟太郎の長女で、可士太郎、夢路の姉。色恋に興味が薄い伊織も認めるほどの美貌の持ち主。しかし、本質的な性格は耳年増でだらしなく、似た者同士の千花と何かと張り合う。
夢路（ゆめじ）
麟太郎の末娘で、蓮っ葉で活発な16歳の少女。父から剣の手ほどきを受けており、我間も認めるほど身のこなしが軽い。父から話を聞かされていた大亀流の剣士たちに興味を持っている。

### 海原藩

#### 鷲津家
鷲津直善（わしず なおよし）
海原藩の現藩主・鷲津直正の二十八男。しかし、妾腹の身ゆえに冷遇されてきた。常に理不尽に虐げられながら何もできない自信の無力さと、同じく冷遇される母のために海原大仕合を制し次期藩主となることを決意し、大試合に負けた場合、その命を捨てることを条件に参加を許され、大亀流の元を訪れる。その力を確かめるため連れて行った日向流の日向雅人、日向小三郎との戦いを見て、我間が自分の人生を賭けるに足りる存在だと理解する。
我間と大亀流の面々とともに試合に勝ち進むうち、彼らに対する信頼と絆を深めていき、松本無楽、藤林才蔵戦では我間への信頼から取った行動により、結果的にその負担を軽減する状況を作り出し、御堂心悟戦では攻撃を受け、失神しかけた我間の意識を取り戻させる。しかし本人も無自覚のうちに次期藩主の地位に執着するあまり、視野が狭くなっている面も見られる。
二回戦で伊藤乱丸の手引きで引き合わされた直勝と明神流が直善打倒を宣言した事に動揺、勝利後もその殺害をとまどうが、直善を気づかい代わりに首を取ろうとした我間から直勝をかばった際、逆に直勝に刺される。ここで次期藩主の地位に固執した、自らの言動が直勝の誤解と暴走を招いたことに気が付くが、決裂したまま直勝は眼前で大宮万里に殺され、慟哭、放心状態となる。
さらに海原藩乗っ取りを企む黒鉄陣介と無宝流、さらに尊敬していた母・雪尾により、海原藩乗っ取り後の傀儡の藩主として狙われ、我間、善丸とともに逃走するも、直勝同様、自分のために二人が傷つくと思いつめ、大亀流に手出ししないことを条件に陣介の軍門に下る。
続編の『-修羅-』では、海原藩の一件によって罪人とされ幕府より追われる身となっており、自らの窮地を救い保護してくれた無宝流への恩として我間に無宝流当主就任を依頼する。
鷲津直正（わしず なおまさ）
九州に存在する六十五万石の大藩・海原藩の現藩主。31人の子供たちに対し、最強の流派を見つけてくるよう指示する。その流派同士の仕合の結果、頂点に立った流派を見つけし者を跡目とすることを宣言。大仕合二回戦では実の息子たちが殺し合う仕合方法を強要するなど、異常さをうかがわせる面を多々見せている。頭部に大きな火傷痕と切り傷の痕があり、たどたどしい話し方をする。
鷲津直勝（わしず なおかつ）
鷲津家三十一男。明神流の主君。兄弟の中で唯一、直善に対し毛嫌いした態度を見せずに融和に接しており、どんな時も、何者にも屈服しないその精神を尊敬し、信愛の情を抱いていた。直善自身も心を許し、大仕合後も彼のみは庇護対象にある存在。
二回戦仕合方式に対し動揺を見せるが、直善の次期藩主への野望が全く揺るがないさまを目の当たりにし、彼の中で自分をも追い落とそうしているのではないかという疑念を抱く。ついには乱丸の手引きで兄と大亀流に対して宣戦布告するが、大亀流の前に明神流は連敗し、明神流が敗北すれば自分を殺さざるを得ないにも関わらず我間、善丸の勝利を手放しで喜ぶ直善と大亀流への憎悪を深めていく。最終的に大将の万里が直勝をあっさり見捨て試合に敗北するも、敬愛する兄が自分を殺すという事実を許せず、その首を取らんとする我間からかばおうとした直善を刺すという暴挙に出、「自分のことしか考えていないにも関わらず、常に正当化する理由を探している一番卑しい人間」と罵り、無宝流に寝返っていた大宮万里により背後から刺され、落涙しながら息絶える。

#### 家臣および関係者
那智（なち）
海原藩密事頭取。海原大仕合の参加流派の取り纏めや、二回戦では仕合方法を説明するなど実質的な進行役をしている。実は三年前から無宝流と裏でつながっており、陣介の海原城乗っ取り後はその相談役的な立場にある。
続編の『-修羅-』にも登場。詳細経緯は不明だが、武芸者の集まりであった無宝流を政治組織として機能させた手腕を買われて幕府の家臣の一人となっており、将軍の代理として幕下大仕合を取り仕切っている。
雪尾（ゆきお）
直善の実母で、直正の側室。亀伝坊と陣介とは旧知の仲で、嫁ぐ以前は男勝りの性格であったとされる。下賤の出であるため、海原城内では辛い立場を強いられたらしく現在は心臓の病に臥している。彼女を幸せにする事も、直善が次期藩主を目指す大きな動機の一つだったが、実は雪尾自身は陣介を愛するあまりその野望に全てを捧げており、直善すらも海原藩乗っ取り後の傀儡当主にするため陣介に差し出した。

### 日向流（ひゅうがりゅう）
直善が千人斬りの実力を確かめるために雇った流派。我間に倒されるが、大亀流の強さに惹かれ亀伝坊に弟子入りを志願、「1か月間道場や屋敷の雑用をこなせば弟子入りを認める」という条件付きで、住み込みの家事手伝いとなる。
日向雅人（ひゅうが まさと）
日向流当主。木刀を指で砕くほどの怪力の持ち主。強敵を相手にする際は必ず彼が仕合い、日向流の名は彼が鬼の巣に広めたと言われている。一見、童に見える我間に対しても油断をすることなく善戦するが、雷電型一式を喰らい敗れる。
日向小三郎（ひゅうが こさぶろう）
雅人の弟。左利きの剣士で、刀を右腰に差している。岩に腰掛けていた我間に不意打ちを仕掛けるが、肘打ちを急所に受け気絶する。

### 海原大仕合一回戦六組の流派
いずれの流派も我間一人によって敗北する。

#### 天幻流（てんげんりゅう）
巻梅庵と薬師寺栄馬の2人によって旗揚げされた長刀（薙刀）術の流派。鷲津家十男、鷲津直定の推挙によって海原大仕合に参戦した。一回戦六組における大亀流の最初の相手であり、創設わずか4年ながら二回戦進出の最有力候補と目されていた。奇襲を避けるために荒れた古寺に潜伏していたが、その動向を探っていた我間の知るところとなり、一回戦開始早々に奇襲を受ける。
巻梅庵（まき ばいあん）
天幻流当主。「眉尖刀（びせんとう）」の使い手。流派を旗揚げ後は某大名から300石での仕官話を持ちかけられるほどの武名を揚げていたが、天幻流を最強の流派とすべくこの話を蹴り、海原大仕合への参戦を決意した。
「酔いの梅庵」の異名を持つ無類の酒好きで、昼間から徳利を片手に街を徘徊したり、居酒屋に入り浸っている。しかし、海原城での御前仕合にて、泥酔状態ながらも一光流の剣客10名を1人で一蹴するほどの実力を持ち、海原藩密事頭取那智からも高い評価を受けている。
我間の奇襲により左目を斬り裂かれるも、即座に体勢を整え仲間達との連携で我間を追い詰める。しかし、それでも我間を仕留めることはできず、虚空型第一式「影縫（かげぬい）」の不可解な動きに翻弄され敗死する。
薬師寺栄馬（やくしじ えいま）
天幻流師範。5年前までは立身出世に燃える貧乏剣客であり、梅庵と出会ったのも彼を倒し名を揚げるためであった。しかし、幾度も挑んだ勝負は全戦全敗、やがて悔しがる自分を見かねた梅庵に誘われ彼に弟子入りする。額と顎に縦一文字に走る傷は、梅庵に初めて勝負を挑んだ時に付けられたものである。
我間との仕合では、梅庵の身を案じ仕込み刀による奇襲で果敢に立ち向かうも、梅庵と天幻流の敗北を目の当たりにする。その後は絶望と我間への憎悪を抱えつつ野に下っていたが、梅安のかつての師である東条春嶽に巡り合い、我間を倒すべく彼の下で修業を積む。天賦の才では梅庵におよばないものの、我間への憎悪を糧に厳しい鍛錬を乗り越え、やがて梅庵をしのぐ強さを得る。その強烈な怨嗟と気迫で我間を一時追い詰めるが、戦いの中でさらなる覚醒を遂げた我間には敵わず敗死する。
日吉（ひよし）
天幻最年少の寡黙な少年。剣術の弱点である膝下を執拗に狙い続けるが、我間の投げた脇差で首を貫かれ死亡する。更にその死体は、我間によって梅庵を牽制するための盾に利用される。
雪村正清（ゆきむら まさきよ）
口髭が特徴の陽気な男。我間の「火柱」で鉄芯入りの長刀ごと脳天を割られ死亡する。
赤星純ノ助（あかぼし じゅんのすけ）
天幻流随一の巨漢。一度戦い出すと味方以外は見境なく襲い掛かり、女であれば犯してから殺す異常性癖の持ち主。寺から外に出ようとした瞬間我間に両目ごと脳を斬られ死亡する。

#### 中泉流（なかいずみりゅう）
中泉新が十数年の研鑽の末に完成させた独自の弓術流派。大仕合参戦時の所属者は当主である新であった。
中泉新（なかいずみ あらた）
中泉流当主にして、流派唯一の大仕合参戦者。弓に全身全霊を捧げた求道者的性格の人物。日々、数千本の射を十数年繰り返すうち、舞い落ちる木の葉すら正確に射抜く技量を身に着け、その過程で開発したさまざまな種類の矢を自在にあつかう。自分に有利な状況下で自慢の技「狂矢」を駆使した戦法をとるが、臆せず接近してきた我間に弓を斬られ、自ら敗北を認める。
その後はさらなる修行を積み、10人張りの豪弓・「黎月（れいげつ）」と新開発の狂矢「破王（はおう）」を操る筋力を得る。大亀流対無宝流の戦いでは、自分の命を見逃してくれた我間への恩を返すべく、新たに迎えた8名の弟子とともに大亀流に加勢する。

#### 鏡千流（きょうせんりゅう）
100年以上前の戦乱期に誕生した体術流派で、大丸家の人間にのみ代々相伝されてきた。人体の各急所に的確な角度で拳打などの衝撃を加えることで、一撃で死に至らしめる暗殺格闘術を真髄とする。技の練磨、研究の過程において夥しい数の人間を拉致、屋敷の土蔵に監禁し、非道な人体実験を繰り返していた。
大丸左近（だいまる さこん）
鏡千流当主で大丸家六男（末弟）。年齢は20歳。鏡千流史上最年少でその技の全てを修得した傑人。特に蹴り技を得意とし、人体急所を蹴りで突くなど、幼き頃より独自の技を編み出していた。しかし、温厚な性格であったために実戦で人を殺すことを嫌い、非情になり切れない面があった。13歳の時にその性格を疎ましく思った長兄・龍五の策略により、人体実験が行われていた土蔵に放り込まれ、そこに囚われていた大勢の被験者たちとの生死を賭した戦いを強いられることになる。辛くも左近は彼ら全員を殺害し生還を果たすが、その時の恐怖心から精神が完全に破綻し、一度敵と認識した者全てを殺すまで止まらない「獣（ケモノ）」のような存在に成り果て、翌朝に先代当主である父を殺害し、龍五の目論見どおり当主に仕立て上げられた。普段は茫洋恍惚としているが、自身の血を見る事により防衛本能が目覚め「獣」へと変貌する。
龍五の膳立てで我間と果し合い彼を圧倒するが、目に付く急所すべてを狙いにいく癖を見抜かれ、それを逆手に取った超至近距離からの「紫電閃」で片腕を切断され敗北する。それでもなお我間を攻め立てるも、重傷で動きに精彩を欠いていたため難なく止めを刺される。最期まで正気を取り戻すことはなく、我間は「本当（武芸者として）のお前とやりたかったよ」と溢していた。
作者いわく、精神を壊されなければより実力の高い武芸者になっていたであろう人物である。
大丸龍五（だいまる りゅうご）
大丸家長男で左近の後見人的な存在。左近にはおよばないものの、自身もほかの兄弟とは一線を画す実力の持ち主。左近を溺愛しており、彼を当主とすることを望んでいた。目的のためには手段を選ばない冷酷な一面を持ち、左近をだましてその人格を完全に破壊した。溺愛しているのはあくまで左近の「才能」であり、我間との果し合いで重傷を負い戦闘不能となった左近になお戦いを強いるなど、非道さを見せるが、最期は敵味方の区別がつかなくなった左近に、後ろから頚椎を破壊され、五郎に「左近と鏡千流を自ら潰しただけ」と自身の所業を全否定されつつ死亡する。
大丸五郎（だいまる ごろう）
大丸家五男。己の立場を踏まえ常に兄達より一歩引いた位置で物事を見ている。感情を表に出すことは滅多にないが、我間との果し合いでは左近の援護を龍五に進言するなど、冷静な状況判断を見せる。龍五の所業が間違いであると理解しつつも、長男である彼に逆らうことは許されなかったため、弟の崩壊を止められなかった。最後は錯乱した左近に致命傷を負わされた龍五に対し、弟の敗北を告げると共に彼が行ってきた所業を否定し、鏡千流の最期を見届けた。
大丸双二（だいまる そうじ）
大丸元三（だいまる げんぞう）
大丸四ノ介（だいまる しのすけ）
大丸家二男・三男・四男。特に双二は末弟である左近の当主就任を快く思っておらず、自分達の実力を誇示するために独断で療養中の我間に襲い掛かるが、全員が返り討ちに遭い死亡する。
大丸兄弟の父
鏡千流の先代当主。幼い頃から兄弟の中でも抜きん出ていた左近を溺愛して当主にしようとしていたが、左近自身は龍五を慕っており、龍五からも「愚鈍」と酷評されていた。龍五によって精神が崩壊した左近によって殺害された。

### 海原大仕合二回戦での参加流派

#### 卍卍流（かさねまんじりゅう）
鎖鎌術の流派。少人数の新興流派だが、一回戦では相手流派三組を皆殺しにして勝ち上がっており、その中には海原藩で永きに渡り最強を争ってきたと言われる「海原五大流派「五竜」」の一つ、栗林流も含まれているという。
松本無楽（まつもと むらく）
卍卍流当主。剃り上げた頭部に独特な刺青を施しており、その鋭い眼光からはまったく熱を感じさせない。流派内でもずば抜けた実力を持ち、我間が「直善を守りながらでは勝てない」と認めるほどである。強い武芸者を見ると暗に欲情しているような描写がある。首さえ取ればいいはずの直善を拷問じみたやり方で殺そうとしたり、我間の動きに逐一感想を述べたりしながら戦うなど、かなりの異質ぶりがうかがえる。彼の仕草は「モゾ…」「ちゅる…」などの独特な擬音で表現される。 我間との戦いは第三者の乱入などで中断され、お互いが一対一で決着をつけることを望むようになる。
海原大仕合が頓挫した後も、無宝流の勧誘を蹴り続け、接触を図った流派の者を20名以上殺傷するが、我間たちが無宝流打倒を目指している話を聞くや急遽無宝流入りを承諾。参謀・一ノ瀬可偉をして「桁外れの殺意と強さを持つ」と評される実力から、短期間で当主直属兵団に取り立てられる。
大亀流と無宝流の全面対決が始まってからは、我間と四十七軍団の戦いを傍観するなどしていたが、陣介から大亀流殲滅の命が下った事により本格的に行動を開始。異国の武器の使い手で構成されたとある部隊とともに我間たちが休む旅籠を襲撃、我間にだけは手を出さないという条件で当初は事の推移を見守っていたが、その集団が我間と戦いだしたため約定が破られたとして皆殺しにし、ついに我間の前に姿を現した。
間合い、戦法ともに変幻自在の鎖分銅による攻撃、一年間過酷な修行により数段強くなった我間の一撃を防御に不向きな鎌で受け止めるなど、相変わらずの卓越した技量を見せつける。さらに胴には今まで「愛ゆえに殺してきた武芸者」の遺髪で編まれた帷子を着用しており殆どの斬撃を無効化する事が可能。
優れた武芸者を愛するあまり、彼らが老い衰える前に自らの手で殺しその屍を愛でるのに飽きたらず、永遠に一つとなるために髪帷子にしてきたと語り、我間の成長を見るにつけ「一つになる」に値する武芸者と認め、武凶具「双首蛇鐘」を開放。二本の分銅を同時に操る連携攻撃と、数々の常軌を逸した言動で我間を心身ともに追い詰めるが、防御を崩すために放った攻撃の逆手を突いた我間の策略により、分銅が同時に制御不能となった一瞬の隙を突いた鳴神が発動。しかしこれも既に無楽の予想範囲内の出来事であり、鳴神と同じ軌跡を先行して移動する事により我間が死角に回り込むことを阻止し、止めを刺そうとするも、藤林才蔵戦とは異なり、修行によって交の動作を連続的に行えるようになっていた我間に再度死角に入りこまれ、虎穿で帷子を貫かれ致命傷を負う。それでもなお立ち上がり、それまでとまったく遜色の無い攻撃を繰り出すなど我間に対する凄まじい妄執を見せるが、それも「直善を救出し、無楽ではなく陣介を倒すために戦ってきた」我間に拒絶され、腹に刺さった刀を引き抜きざま内臓を引き裂かれ完全敗北した。
我間からは「それでも俺の方が強かった」としながらも「自分に対する執念と武芸者としての強さは想像を超えていた」「今まで戦った中で最強の敵」と評されている。
蛇牙（じゃき）
右目に傷を持つ小柄な男。容姿を貶されることを激しく嫌っており、二回戦を前に善丸と諍いを起こす。懐に隠し持った卍卍流武凶具「蛇金」は通常の鎖鎌よりも短い鎖の先に無数の棘を備えた大きな鉄球という異形をしており、間合いと引き換えに迅さと威力に特化した武器である。更に身体には鎖帷子を着込んでおり、通常の斬撃は弾き返すことが可能。だが、我間が伊織との修行で会得した虎穿により鎖帷子ごと貫かれ敗れる。
小太郎（こたろう）
蛇牙の相棒的存在。懐に卍卍流武凶具「三ツ星」を隠し持っており、細く独特な網目の3本の鎖は指一つで変幻自在に操ることができ、いかなる武芸者も全てをかわすことは不可能と自負している。直善の身を案じた我間の足止めをするも我間の焦りを招くこととなり、雷電型第三式「鳴神」の前に敗れ去る。

#### 双燕流（そうえんりゅう）
剣術流派。藩主候補の首を取られ敗退するも、戦い足りない鬱憤を晴らすため城下で辻斬りを繰り返していた。
二階堂美作（にかいどう みさく）
双燕流当主。「凶刃」の異名を持ち、禍満月（まがみつき）と称される防御主体の二刀流の使い手である。女性のような口調が特徴で、剣だけでなく性においても両刀使いとされる。10年前に、10以上の流派や道場が相次いで潰れた「断道事件」の首謀者であり、真ノ丞が通っていた一天流道場の仲間や、当時恋仲にあった幸の仇である。相当の実力を持ちながらも、復讐に燃える真ノ丞に終始圧倒され敗北する。

### 五竜（ごりゅう）
海原の歴史において、大亀流と共に、永きに渡り、最強の座を争い続けてきた五つの流派。「海原五大流派」とも称される。栗林流（くりばやしりゅう）・占部一法流（うらべいっぽうりゅう）の2流派は、作中ですでに敗退または詳細が不明なため記述しない。

#### 魂隠流（たまがくしりゅう）
海原大仕合二回戦出場流派。忍術を戦闘に特化させた流派であり、様々な暗器による攻撃を得意とする。五竜の中ではかなりの大所帯であり、二回戦では人海戦術を駆使し、同時に複数の流派に攻撃をしかけている。一方で松本無楽、御堂心吾からは個々の門下生の実力は玉石混交と評されている。
藤林才蔵（ふじばやし さいぞう）
魂隠流当主。数年前、魂隠流の者を一名斬り殺した新興流派十数名を一晩で皆殺しにし、秘技・不動金縛りの術を使用する「魂縛の才蔵」の名を鬼の巣に轟かせた。二回戦開始前に直善暗殺の命を受け、他流である白竜らを雇い辻斬りに見せかけて暗殺を企てた。辻斬りを失敗した白竜に対し、顔も確認出来ない距離から正確に手裏剣で止めを刺す恐ろしい腕前も持っている。我間に対しても自身が得意とする金縛りの術により雷電型第二式・紫電閃をも封じるまでに追い詰めるが、雷電型第三式・鳴神によって胴体を両断され死亡する。

#### 神成流（かんなりりゅう）
海原大仕合二回戦出場流派。
鬼崎玄斎（きざき げんさい）
陣介が台頭する以前に海原最強を誇っていた老剣豪で、海原が鬼の巣と呼ばれるきっかけを作った人物。神速の居合術の使い手。亀伝坊とは若い頃からのライバルにして悪友という間柄。性格は傲慢でがめつく、敵意を持って自分に近づいた相手は容赦せず斬り伏せ、さらにその死体から金銭を巻き上げるなど非道な一面を見せる。その実力は老いてなお健在で、無宝流から破格の高待遇で勧誘を受けていた。しかし、当人はこの話を蹴り、大亀流に加勢することを選ぶ。
自身の邸宅を大亀流の拠点として提供し、伊織とともに綾中林道で参謀2名の率いる軍団と、直属兵団1名に囲まれた真ノ丞、善丸への助っ人として初めて大亀流の面々の前に姿を現す。安吾、万里の攻撃を受け体制を崩した伊織を狙って繰り出された理一郎の攻撃を妨害して、そのまま真ノ丞の反撃へと繋げ、軍団長内でも高い実力を持つとされた蓮川鬼一を事もなげに葬るなど、熟達者として卓越した技量を見せる。

#### 明神流（みょうじんりゅう）
海原大仕合二回戦出場流派。五竜の中でも上位の実力を有する槍術流派。4種4本の槍を選ばれた4名にのみ継承するという独特な技の伝達法が特徴で、その4名は海原では尊敬と畏怖の念を込め、「四神槍（ししんそう）」と呼ばれる。正式に明神流を名乗ることが許されるのはこの四神槍のみで、100年以上に渡りたった4名で鬼の巣最強の座を常時争ってきた。しかし12年前、当時の四神槍が陣介ただ1人に惨敗を喫したことで、それまで不敗を誇っていた明神流の歴史は突如終焉を告げる。しかし、敗れた四神槍の内死亡した3名は、既に自分達を超える才を持つ弟子達にその全ての技を相伝していた。そして、その弟子達と生き残った先代四神槍1名によって新生した現四神槍は、歴代最強の四神槍と称され、打倒「千人斬り」を目指し再び鬼の巣へと返り咲いた。
御堂心吾（みどう しんご）
重量20kg、全長約3m、穂先の長さ約1mという規格外の大身槍「鬼断（オニダチ）」を操る豪傑。15年前に入門した当初は、上背はあったが到底鬼断をあつかえるような体格ではなかった。しかし、師である原城元馬（ばらき げんま）の教えに奮起し、日夜数千もの素振りをひたすら繰り返し、入門3年にして正式な鬼断後継者として認められる腕前となる。ところが、その数日後に原城は陣介との闘いで敗死。以降は亡き師の無念と打倒「千人斬り」への強い執念を胸に、さらなる苦練をおのれに課す。素振りの数は最終的には日に4万におよび、更には極度の疲労の果てにある槍体合一の無我の境地に到達する。こうした激しい鍛錬により師を超える強さを得る。
対大亀流の1番手として我間と対戦。間合いの利と重さに似合わぬ巧みな槍さばきで我間を苦しめるが、紫電閃×虎穿の連携技の前に敗北。しかし、その信念までは折ることはできず、負けたくないという想いの強さで立ったまま絶命する。
榊原佐助（さかきばら さすけ）
左右非対称の穂先が特徴の片鎌槍「紅抜（ベニヌキ）」を操る小柄な青年。10年前にほかの紅抜の後継者候補全員を惨殺し、四神槍に加入した。普段は落ち着いた物腰だが、人の血を見ることで殺戮に陶酔する危険な本性が表れる。槍の特性を活かした残虐かつ多彩な技を持ち、その数は千におよぶとされる。また非常に身が軽く、奇襲も苦にしない俊敏さを兼ね備えている。
対大亀流の2番手として善丸と対戦。体さばき、技、間合いとほとんどの面で善丸を上回ってみせるが、定長の圧倒的な剣速に突破口を開かれ追い詰められる。最期は投げ槍で奇襲を仕掛けるも、「影縫」でわずかに攻撃を外され、続く「紅蓮旋」で胴体を両断され死亡する。
神野一翁（じんの いちおう）
短刀のような片刃の穂先が特徴の菊池槍「銀閂（ぎんかん）」を操る老人。陣介に敗れた先代四神槍唯一の生き残り（陣介の最初の攻撃で気絶したため）であり、彼のみ代替わりせず20年以上に渡り四神槍であり続けている。肉体の全盛期は過ぎているが、更なる鍛錬を積み12年前とは比較にならない強さを得ている。額の鉢金の下には、過去に陣介に付けられた傷痕がある。
陣介の高弟である伊織を「仮想・千人斬り」に相応しい相手として勝負を挑むが、「（自分の刀を）抜く価値が見当たらない」として拒否される。この言葉に激昂し伊織に襲い掛かるも、顔面への鉄槌打ちと肋骨を砕く鉄拳を続けざまに喰らい、実力を見せることなくあっさり叩き伏せられる。
大亀流と無宝流の闘いの最中に意識を取り戻し、自らの愛槍銀閂を奪った馬庭に激昂、襲い掛かり、真ノ丞が馬庭を打倒する活路を開く。しかし、伊織の攻撃で大亀流との試合に関する記憶がすべて飛んでおり、さらに12年前の敗北に関して言い訳を口にする等、醜態を晒したため万里に見放され、「明神流の面汚し」と罵られた挙句、再び鉄拳を浴びせられる。
大宮万里（おおみや　ばんり）
柄に可動式の管（持ち手）を取り付けた管槍「九曜（くよう）」を操る青年。7歳の時点ですでに九曜の継承者に内定していたほどの才の持ち主であり、現四神槍の中でも抜きん出た強さを誇る。先代の九曜の継承者で師である父親を陣介に殺されている。
一翁が敗北したことで団体戦としての明神流の敗北を認め、なおも自分にも戦えと命じる直勝を無視して、一方的に仕合を放棄する。実は敬愛する父を倒した陣介の強さに近づくため、仇であるはずの陣介の誘いに乗って無宝流と内通しており、直勝も明神流も最初から見放していた。その後、直勝を殺害し無宝流と合流して、大亀流と対決。馬庭重法とともに真ノ丞と戦うが、陣介の高弟であり、優れた技量を持つ真ノ丞に対しては、1対1での対決を望み、馬庭との共闘にも非協力的であった。馬庭が倒された事により、再戦を仄めかして去る。
無宝流内でもその実力は上位に位置し、海原大仕合から1年後には当主直属部隊に取り立てられる。丸山三兄弟を倒した真ノ丞の前に姿を現す。真ノ丞を、大切なものを奪われたことで強さを手に入れた自分とよく似た存在と評しながらも、彼をそれをきっかけに守る側に回った者、自身を奪う側に回ったものとして対極に位置付け、奪う側である自分の優位を証明するため一対一の勝負を仕掛ける。一騎討ちの中で顔面に傷を負わされるが、逆に真ノ丞の脇腹に重傷を負わせるなど互いの技と信念をぶつけあった一進一体の攻防を繰り返す。しかし、途中で九龍安吾、花村理一郎の軍団が乱入。大亀側にも千石伊織、鬼崎玄斎、そして中泉流の面々が駆けつけ、不本意ながら乱戦の中に組み入れられ再び勝負はうやむやとなる。海原城内で再々度真ノ丞を相対し、奥義ノ五「双蛇旋」、そして最終奥義「八星開眼」を繰り出し、先の蟻丸との戦いで負傷した真ノ丞を圧倒する。しかし、自分の左肩を犠牲にした真ノ丞の奇策で穂先を封じられ、そのまま反撃を喰らい絶命する。

### 無宝流（むほうりゅう）
海原藩乗っ取りのための兵力を欲した黒鉄陣介が、数多の流派から有能な武芸者をかき集め創設した流派。その設立目的から流派というよりは軍隊に近く、当主の陣介を頂点に、参謀・軍団長・師団長・団員で構成されるピラミッド構造を成している。
表向きは一流派として海原大仕合に参加し、仕合の混乱に乗じて海原城を占拠するとともに、ほかの参加流派を引き入れ戦力の増強に成功する。

#### 当主
黒鉄陣介（くろがね じんすけ）
無宝流当主。元・大亀流当主で我間の父親。「千人斬り」「剣鬼」と称される伝説の武芸者で、大亀流二百年の歴史において随一の達人とされる。しかし、その本性は傲慢かつ冷酷無比、自分こそが人の上に立つ存在だと信じて疑わない。やがて大亀流の力を土台に日本全土を支配するという野望を抱き、ライバルである鉄斎やその支持者たちを殺害し大亀流を離門、そして野望成就の道具として現在の無宝流を造り上げた。一方で、自分に敵対する我間たちをかつての師として気に掛けており、あえて手を出さず彼らの成長を待つなど懐の深さを見せる。

#### 六参謀
陣介の直下に位置する無宝流の幹部たち。元・大亀流3名と、他流の武芸者3名の計6名で構成される。
九条 麻里央（くじょう まりお）
参謀長。元・大亀流で、陣介の右腕的存在。陣介以外でただ一人、大亀流五行の技を全て極めたとされる男。真ノ丞とは互いの実力と人格を認め合った仲だった。普段こそ落ち着いた物腰だが、本性は粗野で残忍な性格である。可偉からは「自信過剰」と評されており、事実可偉や善丸など格下とされる相手を侮っている節がある。
無宝流を裏切っていた黒幕の一人であり、剣に代わる新たな権力を手に入れようとしていた。最終決戦において裏切りが露呈し可偉と対峙する。一度は追い詰められるが、伏兵の奇襲で可偉を戦闘不能に追い込む。
続いて可偉を庇った善丸とも戦闘になるが、善丸の予想外の成長に意表を突かれ、左目を切り裂かれた上に刀も折られ降伏を迫られる。その後も動けない可偉の命を盾にした奇襲を善丸に仕掛け、庇った可偉に致命傷を負わせるも、このことで善丸を激昂させてしまい、定長と脇差との間合いの不利や左目を失ったことによって斬撃が見切れなくなったことが災いし、腹部を斬り裂かれ死亡した。
一ノ瀬 可偉（いちのせ カイ）
元・大亀流で善丸の兄。23歳。粗暴な弟に似つかない柔和な物腰だが、陣介の野心に共感し大亀流を裏切った。善丸を凌ぐ定長の使い手であり、自分を倒すため5年間修行を積んできた彼をも容易く圧倒してみせたり、片腕だけでも両腕のときと遜色なく定長を扱うなど、無宝流の中でも五指に入るほどの実力を持つ。無宝流入りした後も善丸を兄として気に掛けている一方で、実家では落ちこぼれだった彼を見下している。
無宝流の裏切り者を調査しており、最終決戦において黒幕の一人である九条と対峙する。一進一退の戦闘を繰り広げ一度は九条を追い詰めるも、奇襲を受け両肩を負傷してしまい戦闘不能となる。その後、九条から奇襲を受けた善丸を庇うために自らの体を盾にし致命傷を負い、最期に善丸の剣を受ける約束を果たせないことへの謝罪と、善丸が想像を遥かに超えた剣士へ成長したことへの喜びを言い残し、善丸に看取られながら死亡した。
村雨 利虎（ムラサメ　リコ）
元・大亀流。口は悪いが義理人情に厚く、部下たちからも慕われている好漢。武術の動きや技への探求心が強く、その理論をもとに構築した絶対防御術「鉤ノ灯籠（かぎのとうろう）」を極めている。その守備力は、大亀流時代の弟子同士の立会いでほとんど一本を取られたことがなかったほどの鉄壁を誇る。自分の出身流派である大亀流の技を知り尽くしており、同じ大亀流である我間たちにとっては天敵と呼べる存在である。
幼少期に親に捨てられていたところを陣介に拾い育てられた過去を持ち、伊織と同じく陣介を実の父のように慕っている。かつては我間や善丸のよき兄貴分であり、いつかは陣介の大亀流を日本一の流派にすることを夢見ていた。しかし、のちに大亀流を捨て覇道を歩もうとする陣介に誘われ、迷いを抱えつつも彼に従うことを選ぶ。現在でも大亀流への未練を断ち切れておらず、袂を分かった我間たちに刃を向けることには消極的である。一方で、その未練がいずれ陣介の野望の妨げとなることも理解しており、大亀流対無宝流の全面戦争では、自ら先陣を切って大亀流を潰す決意を固める。
海原城東門から城内に侵入しようとする我間たちを部下たちとともに迎え撃ち、我間からの提案を受け彼との一騎討ちを繰り広げる。序盤の攻防で我間の動きを掌握し、鉤ノ灯籠で優勢を保つも、自分との戦いで進化し続ける我間の猛攻の前についに傷を負う。過去一度も自分に一撃を入れたことがなかった我間の成長ぶりに大亀流の未来を再認識し、悪態を突きつつも敗北を認め門の道を空ける。
門を通した後は裏切り者として捕らえられたようで、海原城の地下牢に囚われていた。その後伊織に助け出され直善の元へ向かうも、幕府による反乱に巻き込まれ戦闘になる。
決戦後は万次郎と共に直善を我間達の元へ送り届けた後、どこかへ去っていったと語られている。
続編の『-修羅-』では、幕府より追われる身であったため各地を転々としていたが真ノ丞とは連絡を取り合っていた。幕下大仕合の最中に伊織と再会し、天賦の才で防御理論を必要としてこなかった彼に教えを説く。
九龍 安吾（くりゅう　あんご）
長巻流派である牙雲（がうん）流の元当主。一個人としての武力は元より、将としての洞察力・戦略眼も併せ持つ生粋の武人。参謀の中でも最強の一人と称されている。自信家である一方で武芸に対する姿勢は真摯であり、理一郎が開発を推進している禁薬「茱丸」の使用には反対している。愛用の長巻「竜桐（たつぎり）」「長子丸（ちょうしまる）」と本人の膂力から繰り出される斬撃は速く、刀を折るほどに非常に重い。
大亀流を取るに足らない存在と侮っていたが、単身海原城に乗り込んできた伊織と相対したことで認識を改め、自身の手で大亀流を倒すことを望むようになる。のちに陣介から対・大亀流の先鋒部隊の指揮を任される。元・牙雲流の子弟である部下9名を率い、綾中林道で真ノ丞・善丸を襲撃する。万里・理一郎らと不承不承ながら連携を組み優位に戦況を展開、二人と増援に駆けつけた伊織、玄斎ともども殲滅を図るが、中泉新率いる中泉流の乱入という予期せぬ事態が起こり、兵の無駄な損耗を避けるため撤退の決断を下す。その際、次の戦いで伊織との因縁に終止符を打つ決意を固める。
最終決戦において、利虎の救出のために地下牢へ訪れた伊織達の前に立ちはだかる。一度は伊織に圧倒されるも、牙雲流奥義「崩塊斬（ほうかいざん）」の一撃で互角へと持ち直す。再度崩塊斬を繰り出し決着をつけようとするが二度目は刃を折られて防がれてしまい、それでも参謀としての意地で相打ち狙いの捨て身の一撃を試みようとするも、虎穿無刀によって顔面を殴打され気絶する。伊織には力量自体は75点と評価されたが、相手との実力差に絶望し捨て身で向かってくることには0点と評価された。
花村 理一郎（はなむら　りいちろう）
西洋伝来の武具・斧槍（ポールアーム）をあつかう明朗な物腰の美青年。元は十文字槍の名門・宗陣（そうじん）流の嫡男だったが、当主である父・圭二郎が陣介に敗死した後、仇を討とうとはせず率先してその配下となった。
あえて卑劣な手段を用いる事を好む傾向にあり、その瞳には計り知れない狂気を宿している。ほかの参謀たちが使用に反対している茱丸の有効性を強く訴え、その実験部隊である第四十七軍団を独断で我間たちに差し向けた。四十七軍団が壊滅したことで大亀流に興味を抱き、元・宗陣流の部下11名を率い、自ら出陣する。既に綾中林道に駆けつけていた安吾・万里とともに真ノ丞と善丸に襲撃を仕掛け、大亀流の助っ人として現れた伊織・玄斎を交えた乱戦となる。
その斬撃は伊織すらもかわしきれないほどの速度を誇り、万里・安吾との連携攻撃で伊織をあわや討ち取らんとする勢いを見せるが、玄斎の妨害に会い、すかさず襲い掛かった真ノ丞の連撃を受け逆に重傷を負わされる。さらに乱入した中泉流の弓術で部下たちも傷を負わされる屈辱を味わい、安吾の判断に従い撤退する際は、大亀流に対する強い憎悪を見せ、殲滅を決意する。直属兵団の出撃に呼応して、大亀流に決戦を挑もうとするが、出陣を前にして海原城内で月影の命を受けた何者かに暗殺される。
月影（つきかげ）
常に不気味な笑みを浮かべた奇矯な言動の男。その正体は幕府の密命を受け陣介を打倒すべく送り込まれた公儀隠密。無宝流の情報を逐一伊織に流していた内通者でもある。大亀流と無宝流の抗争が佳境を迎える中、参謀である理一郎を暗殺する事で無宝流内部の攪乱を画策する。さらに自らが守備を任された第二門を無抵抗で大亀流一行に開放し、自らの正体を明かすとともに協力を申し出る。しかし裏では無宝流の壊滅だけでなく、同じ武芸者集団として太平の世にとっての危険分子である大亀流をも壊滅させようとし、更には藩主である直善を殺害し海原藩そのものを取り潰すことも画策していた。
裏切りが露呈した後は城下に潜伏し幕府側の指揮を取っていたが、最早幕府の勝利は目前というところで、自身の出世に浮かれていたところを月影を追っていた土龍と神空によって首を刎ねられ死亡した。

#### 当主直属兵団
六参謀とは別に陣介が自ら指揮する戦闘集団。無宝流内でも特に戦闘能力に優れた精鋭10名で構成されており、一部には参謀と同等かそれ以上の実力者も含まれているという。流派内で唯一、単独行動が認められており、清盛、無楽らの言動から軍団長以下の構成員に対する私的制裁も黙認されている様子。
なお、構成員の一人である伊藤乱丸は、当初は師団長として登場するが、便宜上こちらで解説する。
伊藤 乱丸（いとう らんまる）
冷静沈着で感情表現に乏しい青年剣士。その優れた剣才と忠誠心の高さを陣介に見込まれ、幼い頃から彼から直々に剣の指南を受けている。親に捨てられた孤独な身であり、陣介と出会う前は幼いながら「鬼の子」と噂されるほどの牢人斬りだった。我間と同じく「天覚ノ眼」の持ち主であり、その眼を最大限に生かした技として相手の攻撃を見切って先に自分の攻撃を打ち込む交叉法を最も得意とする。我間に個人的な興味を寄せており、「陣介の血を引く者」である彼と対比して、自らを「陣介の技を受け継ぐ者」と称する。また直善を「誰にも必要とされてこなかった人間」としてかつての自分と重ねて見ており、命を賭して守ると誓っている。
大亀流と明神流との試合後、無宝流が動き出したと同時に自分から直善を守るため立ち向かってきた我間を完膚なきまでに叩きのめし、さらにはあえて命を見逃すという最大の屈辱を味わわせる。その後、師団長から当主直属兵団に抜擢され、直善の警護を任されることになる。
最終決戦において直善を救いにきた我間と遭遇、陣介の敵であるとして対峙する。交叉法により始終優勢に進めるも、我間が新たに習得した第六の型「神威」によって致命傷を負う。その後、乱丸を庇い共に城を脱出しようという直善を制止し、直善という友が出来た喜びや剣士として未練がないことを言い残し死亡する。
宮藤 四門（くどう しもん）
我間と年齢の近い若者で、陣介の側近的な役割を持つ。陣介の命で天幻流の偵察を行っていたが、我間が天幻流を倒したことで監視対象を彼に変更する。負傷した我間に仕合を辞退するよう勧めるなど、早くから接点を持つ。二回戦では陣介から名の上がっていた武芸者の登用の任を与えられる。
かつては神成流に所属しており、初代当主である鬼崎にも後継者として認められた実力であったが、新当主を決める際に同門の周助を殺める結果となってしまい、二人の実力差を知っていながら真剣勝負をさせた玄斎を恨み出奔する。
最終決戦において、海原城へ向かう鬼崎と亀伝坊の前に立ちはだかり、かつての復讐として鬼崎と対峙する。師匠である鬼崎と同等以上の実力を見せ左目に一太刀入れ、鬼崎が反撃に繰り出した神成流の極意である「卍抜き」も一目で瞬時に習得し、卍抜き同士の対決にも勝利し鬼崎を殺害する。続いて亀伝坊とも交戦しようとするが幕府側の人間による反乱によって中断、異変を察して本丸へと向かい、陣介を城外へ運び出した。
決戦後は、かつての仕打ちによる恨みはあるが剣士としては最後まで尊敬できる男だったとして、鬼崎の墓前で神成流の後継者として生きていくことを誓い、陣介の遺志を継ぐために土龍達と共に旅立っていった。
続編の『-修羅-』では、無宝流の当主。決戦以降弱体化してしまった無宝流の再興を目標に掲げ、さらに幕下大仕合を利用し再び幕府に戦を仕掛けようとしている。再興の中で我間を陣介の後を継ぐ当主として勧誘し、我間が交渉に応じ当主として就任した後は、我間不在時の無宝流の指揮や駿河藩との交渉など裏方に回って活動している。
土龍（つちりゅう）
隠密風の装束を纏った男。大陸の武器子母鴛鴦鉞の使い手。海原大仕合で伝令役の隠密が身に付けている物と同じデザインの仮面を所持している。かつては「黒龍」という名で限界天兵に所属しており、外部組でありながら特級天兵となり、羅門よりも強いと噂されていた時期もあったとの事。羅門からはどの天兵よりも優れた才能の持ち主として認められ、いずれは自身の右腕になると一目置かれていた。幕府から陣介殺害の任を受け戦闘になった際に己の武について諭され、その後何度も陣介に挑み続けているうちに、無宝流と陣介こそが自身の居場所となっていたと語られている。
非常に身のこなしが軽く、戎簾の里で対峙した亀伝坊を雰囲気だけで圧倒するほどの実力者。大亀流との決戦では水川流ともに亀伝坊、玄斎を討つため海原城正門前に向かい、ほんの短時間で中泉流の子弟8名を全滅させる。続く玄斎との戦いでも完全に彼を手玉に取り、同格の水川流が伊織に倒された際もまったく動揺せず1対3での戦闘を続行しようとするなど驚異的な腕を見せるが、参謀暗殺による非常事態を知らせる半鐘が鳴らされたため撤退する。
撤退後は裏切り者の捜索をしていたらしく、最終決戦において逃亡していた月影を暗殺する。
決戦後は四門や神空といった無宝流の生き残りと共に陣介の意思を継ぐために旅立った。
続編の『-修羅-』では、番付六十九番「黒瀬龍」として幕下大仕合に飛び入りで参戦する。無宝流の一員として四門の意志を尊重する立場を取っているものの、我間が陣介の後継足りうるかには当初疑念を抱いていた。本戦一回戦においては幕府側の王華に無宝流の潜伏先が露呈した際に交戦、奇抜な剣術に一度は翻弄されるも勝利する。
山ノ上 清盛（やまのうえ きよもり）
元・絃魂（げんこん）流拳法創始者にして初代当主。直属兵団では唯一の徒手格闘家で、「凶拳王（きょうけんおう）」の異名を持つ。尋常でない指の力の持ち主であり、すべての力と体重を込めた突きである奥義「尖牙神勁（せんがじんけい）」は、刀剣なみの切れ味を誇る。また相手の神経を直接突き、その部分を数日間動かせなくさせる技「天脈気殺（てんみゃくきさつ）」も操る。その手で相手の臓腑を抉り出すといった残虐な殺し方を好み、相手を挑発し策にはめる狡猾さを持つ。普段は場の空気を読めないへらへらした青年で、無自覚な毒舌で相手を怒らせる天才。その性格から、同じ直属兵団やほかの軍団とも軋轢が絶えない。本人曰く強い人が好きであるらしく、弱者については完全に見下しており慇懃無礼な態度で接するが、強者に対しては武芸者として敬意を払っても見せる。
陣介によって直属兵団全員に大亀流殲滅の命が下された後、真っ先に行動を開始。仲間から力量不足を指摘され一行を飛び出した善丸を襲撃する。その怪力に驚嘆しつつも、同時に身体操作が完璧でないため定長を全力で振るえないという善丸の弱点をも看破、全ての手の内を逐一潰して見せ、最終的に両手両足の神経を麻痺させ圧勝する。止めを刺そうとした所に、善丸を探しにやってきた可士太郎が現れ、これとも互角以上の戦いを繰り広げるが、止めを刺すべく繰り出した右腕の神経を天脈気殺を盗み取った彼の剣で切断され、無防備状態となった胸を刺し貫かれて死亡した。
水川流 進介（つるまる しんすけ）
元・神垣（かみがき）流所属の青年剣士。質実剛健とした武人らしい性格をしており、性格が正反対の清盛とは折り合いが悪い。元の流派に伝わる二刀を組み合わせて大剣を形作る怪刀「双炎丸（そうえんまる）」と、それを利用した防御不能の奥義「双炎車輪（そうえんしゃりん）」の使い手。通常の刀の二倍の重量を持つ双炎丸を操る腕力と、一度の斬撃のうちに相手を二度斬るという特殊な性質を持つ双炎車輪を自在に制御する技巧を兼ね備え、更に殆どの相手はそれらを使うまでも無く葬ってきた力量の持ち主。
海原城正門前で陽動作戦を続ける亀伝坊と鬼崎の討伐に土龍と共に向かうが、月影の情報により救援に駆け付けた伊織と対峙する。互いに一太刀ずつ手傷を負わせた後、双炎車輪によって一気に勝負をつけようとするが、脇差を伊織自らの膝に突き立て受け止めるという奇策（通常の防御では双炎丸の重量によって弾き飛ばされてしまう）によって防御され、返す刀で左目を失い、右腕に重傷を負う。それでもなお反撃に繋げるべく右腕を気力で動かし伊織の追撃を受け太刀する気概を見せるが、結局双炎丸ごと肩口から胴を断ち割られ死亡する。あっけなく倒されたが伊織にとっては久々に本気で戦うに値する相手ではあったらしく、70点の評価が与えられる。
神空（じんくう）
顔を仮面で隠した謎の多い男。やや飄々とした物腰で、仮面の下は優しげな顔の美青年である。陣介の直属兵団召集時には自分の背丈ほどもある巨大な得物を所持していた。刀と体術を組み合わせた闘いをする。かつては徳川家の分家の紀州徳川家に仕える隠密集団『藤の一族』の出身であり、一族の中でも屈指の才を持っていたが、自身を疎んじる兄の策略によって嵌められた後に陣介と出会い、陣介の言葉によって自身の路を自身で切り拓く事を決め、陣介と共に歩む事を決める。
花村の暗殺後は土龍と同じく裏切り者の調査をしていたらしく、終盤にて土龍と共に月影を暗殺する。
決戦後は四門や土龍といった無宝流の生き残りと共に陣介の遺志を継ぐために旅立った。
続編の『-修羅-』では、番付六十三番「白州神」として幕下大仕合に飛び入り参戦する。本戦一回戦では我間を無宝流に保護されていた直善のもとへ案内する役目を受け、同試合で我間の相手だった元羽義盛や周囲に展開していた幕府の密偵である案内人を一人で全滅させた。我間の当主就任後、無宝流の間者である碇谷と手を組み自身の死を偽装。二回戦にて独断で将軍暗殺のため城へと潜入する。柳楽と海道の両名によって重傷を負うが、将軍の影武者と海道を殺し、瀕死の最中に江戸城へとやって来た我間によって救出された。
蟻丸（ありまる）
筋骨隆々とした巨躯に岩のような肌、獣のような面貌を持つ怪人。その言動が示す通り、実は女武芸者である。海原城第二門より内部に張り巡らした坑道で生活しており、ところどころ設置した砂場の下から刺突用の剣で地上の相手を攻撃する戦法を得意とする。足場の悪い砂地をものともしないほどの足腰の強さを持ち、地上では両刃剣と巨大な盾を駆使した突進戦法で相手を圧倒する。
得意の地中戦法で本丸を目指す大亀流一向に次々と手傷を負わせ、地上でも優位に戦闘を進める。しかし激戦を経て覚醒した善丸に圧倒され、再び地中に潜り体勢を立て直そうとするも、背後から朱円月の一閃を受け死亡する。
東条 春嶽（とうじょう しゅんがく）
直属兵団最古にして最強と称される長刀使いで、梅庵のかつての師匠。無精ひげとべらんめえ口調が特徴で、梅庵と同じく大の酒好き。戦闘においては眉尖刀を愛刀としている。江戸で幕府の諜報活動に従事していたため、ほかの直属兵団よりも遅れて海原城に到着した。梅庵の敵討ちという名目で我間を付け狙うが、本人は復讐にはさして興味がなく、純粋に我間の実力に興味を抱いている。
薬師寺の敗北後、我間の才能を測るために対峙する。疲労していたとはいえ門を破壊するほどの威力のある中泉新の破王を弾き飛ばし、我間を始終圧倒するほどの力を見せる。その後、急成長を続け自身に一太刀入れた我間を大いに気に入り、我間が「天覚ノ眼」の所有者であることを告げ、幕府の隠密によって戦闘を中断された際には相手を引き受け、「生きて再開した際には今日の戦いの続きをしよう」という約束を交わし我間を城へと送り出した。
十年前は師も流派の看板も持たず、戦いの日々を送る一匹狼であったが、自身の鬼神ともいえる強さもあり、周りに集った武芸者の誰一人も高揚させてくれるような相手が現れずに退屈していた。そんな折に陣介と立ち合い、お互い一進一退の攻防を繰り広げ、陣介から倒幕の勧誘を受けたことで意気投合、無宝流へと加入した。
続編の『-修羅-』では、番付六番として幕下大仕合に参戦。予備戦における伊織との戦闘では(連戦による疲労や心の迷いがあったが)伊織を終始圧倒するほどの力を見せつける。陣介なき無宝流は面白くないと縁を切っており、一時は幕府に協力を打診され拒否する気もなかったが、我間が無宝流当主に就任するという報を聞き無宝流へ戻ることを決意する。
その後、幕府から送り込まれていた蔵院聖矢に裏切り者と見做され交戦。事前に戦術や能力を分析されていたこともあり苦戦を強いられるが、蔵院が勝負を決めに来たところで自身の唯一の大技「虎王破牙」を繰り出し勝利する。その後は我間や四門らと合流し無宝流へと戻った。
大宮 万里
元・明神流四神槍の一人。詳細は明神流を参照。
松本 無楽
元・卍卍流当主。詳細は卍卍流を参照。

#### 第四十七軍団
戎簾の里での修行を終え、海原城下へと旅立った我間一行に差し向けられた最初の刺客。多大なリスクと引き換えに肉体能力を限界以上に引き出す禁薬「茱丸（ジュガン）」の被験者たちで編成された実験部隊であり、ほかの軍団とは一線を画す超人的な戦闘力を持つ。実験部隊ゆえに無宝流の正規の命令系統には組み込まれていないが、実質的には茱丸開発の推進者である理一郎の指揮下にある。
鬼部流方（きべ りゅうほう）
軍団長。投薬実験の副作用で銀色に変貌した毛髪と、額にある瞳状の刺青から「銀鬼」の異名を持つ。かつては鬼部流剣術道場の跡取りだったが、当主であった父が無名の素浪人に敗死したことで流派の名声は失墜、断絶に至った過去があり、その経験から強さと勝利に異常に執着するようになる。元々体格・技量ともに並程度の武才しか持ち合わせていなかったが、その執念の強さを理一郎に買われ、茱丸の投薬実験の被験者となった。その過程であらゆる薬物の副作用にも耐えうる特異体質の持ち主であることが判明し、常人ならばほぼ死亡する茱丸の二錠服用によって脳を超覚醒させ、技量・思考力の低下という副作用を克服、超人的な戦闘力を手に入れた。自身を「戦いの神」を称し、武術は弱者が戦うために身に着ける手段であり、いかに磨こうと圧倒的な力によりねじ伏せられると豪語する。
海原城下に向かう我間・可士太郎を部下を使って襲撃を仕掛け、彼らが全滅すると自ら我間と対峙する。規格外の巨大金棒・黒梳爪（コクソソウ）とその超人的膂力で我間を追い詰めるが、気配や予備動作を察知して攻撃に対処してくる我間に次第に押され左腕を負傷、勝利への執念から死は免れないと知りながらも血管注入式の茱丸を追加投与し、さらに筋力を強化させ我間を圧倒するが、遠間からの紫電閃により右手の四指を切断され、同時に茱丸の副作用を起こし廃人同然となって敗北する。劇中では噛ませ犬となることの多い軍団長の中で強敵として描写されていた数少ないキャラクターの一人。
矢七（やしち）
鬼部の片腕的存在で、旧知の仲。彼も茱丸の被験者であり、副作用で髪の色を失い、逆に皮膚は褐色に変化している。鬼部から自分の戦いの語り部となることを命じられ、自身は戦闘に参加せずその動向を見守る。鬼部の敗北が確定すると自ら戦いに割って入り、我間に自分たちの敗北を認めた上で鬼部の勝利と力への執念を認めてくれるよう懇願する。その後自分も斬るよう我間に請うが見逃され、その引き換えに当主直属兵団に関する情報を伝えると、瀕死の鬼部を背負い去っていく。

#### その他の軍団長
新納学進（にいながくしん）
16歳にして軍団長にまで登り詰めた天才少年。血気に逸りやすい性格をしており、当主直属兵団に抜擢された乱丸に対抗意識を燃やしている。大亀流との決戦では、第十八軍団長に任命され、海原城正門の守備を任される。立身のためだけではなく、親しかった早雲の弔い合戦の為にも勝利への決意を固めるが、直後、亀伝坊、玄斎による奇襲を受けあっけなく倒される。
名須早雲（なす そううん）
第八軍団長。28歳。長髪と大柄な体格が特徴の、寡黙な剣士。陣介の命を受け、捕らえられた藩主候補達の首を刎ねる。伊織が海原城に討ち入った際、忠次の策を採用し「流塞の細道」で迎撃するが、右腕一本で太刀筋を逸らされ、続けざまの斬撃を受け倒される。
鞍四伝（くら しでん）・林慶（リンケイ）・前園兆栄（まえぞの ちょうえい）
それぞれ第十二軍団・第十四軍団・第十六軍団の団長。全員が海原城に攻め入ってきた伊織に瞬殺される。
西尾元慈（にしお もとじ）
第三軍団長で、安吾の命令により対大亀流先鋒隊隊長に任命される。二刀の使い手で、鱗太郎を赤子あつかいするほどの強さを持つ。自分の部下たちとの戦いで疲労していた亀伝坊に対しても自信を持って挑むが、奥義・霧氷ノ迅雷の前に敗れ去る。
間宮鈴ノ介（まみや すずのすけ）
第十一軍団長。レイピアを用いた西洋剣術の使い手で、軽量な刀身を活かした素早い連続突きを得意とする。その速さは修行した我間さえも視認できないほどだが、攻撃前のわずかな予備動作を見切られ、虎穿無刀を受け敗北する。
丸山三兄弟（まるやまさんきょうだい）
第十八軍団長。一太（いちた）・輝二郎（てるじろう）・光三（こうぞう）の三兄弟で一つの軍団を統べる変わり種。海原城下への入り口へと続く綾中林道を守備する。海原大試合参加武芸者でもある。
「三凶刃」と呼ばれる三者三様の奇剣によって繰り出される同時攻撃は、前に立った者はまともな死に方はできないと評されるほど残虐なものであるが、真ノ丞にはまったく通用せず、全員なす術なく葬られる。
善福尽行（よしふく じんぎょう）
第二軍団長。元・牙雲流。師である安吾に率いられ、綾中林道での大亀流との乱戦に参加。元・牙雲流の軍団長は全員がほかの軍団長とは一線を画す実力者ぞろいとされる。
古橋玄矢（ふるはし げんや）
第十三軍団長。元・牙雲流。主に安吾への報告役を務めている。
蓮川鬼一（はすかわ きいち）
第五軍団長。元・牙雲流。顔中に走る向う傷が特徴。綾中林道での乱戦に参加。堂々と間合いに入り込んできた玄斎と対峙するが、彼の居合術の前に一瞬で倒される。
久路一（くろ はじめ）
第四軍団長。元・宗陣流。師である理一郎に率いられ、綾中林道での大亀流との乱闘に参加。元・宗陣流の軍団長も元・牙雲流門下の者と同様、高い力量を備える。
頭頂部のみを逆立てた特徴的な髪型と、虚ろな目の色をした不気味な男だが、理一郎に止めを刺すべく繰り出された真ノ丞の一撃に割って入り、これを受け止めるなど相当な使い手。
藤堂虎真（とうどう コマ）
第九軍団長。元・宗陣流。綾中林道の乱戦に参加。真ノ丞に斬られかけた理一郎を久路とともに援護する。
実は宗陣流時代は当主・花村圭二郎に理一郎以上の才の持ち主として目をかけられており、無宝流参入後も直属兵団入りが打診された程の実力者。敬愛する師を殺害しその尊厳を貶めた陣介と、その仇を討とうともせず無宝流の傘下に入りのうのうとしていた理一郎を憎んでおり、月影一派による理一郎殺害も黙認した。
その後、理一郎から奪ったハルベルトで海原城内で無宝流団員を多数殺害、「理一郎殺害の黒幕を教える」との書簡を陣介に送って無人の南御殿に呼び出し、これに決闘を挑むが、圧倒的実力差の前に一方的に攻めたてられ、起死回生を狙い放った奥義「昇飛龍（のぼりひりゅう）」も破られ、理一郎暗殺の黒幕は最後まで明かさぬまま敗死した。
熊櫛三蔵（くまくし さんぞう）
第三十八軍団長。海原城東門の守備を任される。海原城に乗り込んできた大亀流の主力を迎え撃つが、亀伝坊、玄斎の陽動作戦によって守備が手薄になっていた事と圧倒的実力差の前に敗死する。
安曇仁（あずみ じん）
第二十四軍団長。剣士。清盛に侮辱された部下の名誉を守るべく処刑覚悟で戦いを挑むが、絃魂流拳法の前に文字どおり「手も足も出ず」敗れる。最後は心も折られての命ごいも聞き入れられず、心臓を抉り出され死亡する。
内川万二郎（うちかわ まんじろう）
第二十一軍団長。元は村雨利虎の部下だが、利虎が大亀流に敗北した後、その命を受け、海原城下の道案内役として大亀流一行に同行する。

#### 師団長以下・その他
馬庭重法（まにわ じゅうほう）
第弐遊撃師団長を務める鬚面の男。卓越した棒術の使い手。陣介の命を受け直善の身柄を確保すべく、大亀流対明神流の戦いに突如割って入る。突入時は丸腰だが、気絶していた一翁の愛槍・銀閂で代用する。万里とともに真之丞を追い詰めるが、突如息を吹き返し銀閂を取り戻そうと詰め寄った一翁に気を取られ、その隙を付いた真之丞に斬り倒される。忠次には死後、「棒術の技しか能がない」と毒突かれるなど、刻一刻と変化する戦況に臨機応変に対処する力に欠いていた。
芝野一飛（しばの いっぴ）
第五警備師団長。無宝流最速の弓使い。螺旋状の溝を刻んだ、矢羽の無い矢を使う。早雲の指揮の元、海原城に侵入した伊織を迎撃する作戦に参加し、伊織に止めをさす役割を任せられるが、仕留めるだけにあきたらず毒によって悶死させる方法を提案したり、その死体を所望するなど異常な性癖の持ち主。
流塞の細道に伊織が現れた際は、その消耗具合から単独で伊織を射殺可能と判断、三方同時攻撃という作戦を無視し伊織を狙撃するが、その一撃を刀の束で防がれ、その場から逃走したため陣介の怒りを買い、生きながら自らの矢を全身に突き刺されるという拷問を受ける。見せしめのために伊織の前に引き出された際はまだ息があるが、その後の生死は不明。
猿又堅蔵（さるまた けんぞう）
第二十七遊撃師団長。西尾らの戎廉の里襲撃に加わるが、部下十名を善丸一人に全滅させられ、救援の狼煙を使おうとしたところを真ノ丞に遭遇、反応すらできず一撃で斬首される。
山下 田吾作（やました たごさく）
団員。馬庭の部下のひとりで、中性的な顔立ちの棒術使い。元は農家の三男だが、武才を見込んだ近所の武術道場の当主に養子として迎えられ、山下姓を名乗る。しかし結局、道場を継ぐことはできず、陣介と出会って出世の夢を抱き、無宝流に加わることとなった。同僚の進次郎、忠次とともに伊織を取り囲みつつ襲い掛かるが、攻撃を容易く受け止められ、更に10点満点中3点の低評価を言い渡されあっさり斬り捨てられる。
進次郎（しんじろう）
団員。馬庭の部下のひとりで、粗野な性格の双節棍使い。田吾作が倒されたのち、奥義「砕熾撃」を伊織に放つが、あっさりかわされ逆に斬り付けられるも、鎖帷子を着用していたため致命傷を免れる。その後、忠次とともに鎖で伊織を拘束するが、力負けしてじり貧の状況下、馬庭が倒されたことにより撤退する。伊織の評価では10点満点中4点の実力。
伊織が海原城に侵入した際、早雲、忠次らとこれを迎撃する任務を受け、三方同時攻撃の一端を任されるが、先の敗北で既に心を折られており、伊織が現れる前からおよび腰となっていた。現れた伊織に芝野の矢が防がれたのを見て完全に戦意を喪失し逃亡を図るが、捕えられ、自らの得物で顔面が変形するほど執拗に殴打されるという制裁を受け、その後生死不明。
忠次（ちゅうじ）
団員。馬庭の部下のひとりで、目元に隈がある不健康そうな印象の手甲使い。普段は小物を装っているが、本性は奸智に長けた戦巧者。その本質を知った伊織からは10点満点中7点の高評価を受ける。
田吾作、進次郎が伊織に敗れ、個々の実力では叶わないと判断し、進次郎とともに鎖で伊織を拘束する戦法に移るが、伊織の怪力の前には通用せず、さらに師団長である馬庭が倒されたため、無理は禁物とばかりに撤退する。
伊織が海原城に侵入した際は早雲の下で参謀役を務め、疲弊した伊織を二の丸と本丸を結ぶ隘路「流塞の細道」で挟み撃ちにし、さらに芝野一飛の狙撃による三方同時攻撃で仕留める作戦を立てるが、芝野の抜け駆けと進次郎が怖気づいたことにより計画が破綻、自ら鎖鉄球を振るって早雲とともに特攻するが、虎穿を腹に食らい死亡する。
赤龍（せきりゅう）・青鈴（せいりん）
真ノ丞らが偵察と別行動となった伊織の捜索に出かけ、我間と清盛戦で重傷を負った善丸、可士太郎のみが残った旅籠を襲撃した一団の構成員で、双鉄鞭を操る二人組の小男。鉄鞭による攻撃は肉眼では黙示不能と自認するほどだが、本体を狙った我間の瞬発力にはついていけず、奥義を放った隙を突かれ二人同時に仕留められた。

### その他の人物
白龍（はくりゅう）
直善の暗殺を命じられた魂隠流が雇った斧の流派のひとり。2本の斧を用いて真ノ丞の斬撃を捌いてからの反撃を試みるが、「逆鱗」によって防御をかわされ負傷。最期は証拠の隠滅を図った藤林才蔵により眉間に手裏剣を突き立てられ絶命する。
阿権（あごん）
白龍と共に魂隠流に雇われた流派のひとり。投げ斧を用いて善丸に襲い掛かるが、「火柱」により斧を斬り落とされ、続く二撃目で即死する。

### 『-修羅-』からの登場人物

#### 主要人物（-修羅-）
一ノ瀬蘭（いちのせ らん）
一ノ瀬家の長女。善丸の妹であることを驚かれるほど整った容姿の持ち主だが、幼少時から祖父や兄たちに憧れて剣の修行を積み、一ノ瀬家が指南役を務める大実賀藩の城内道場で男たちを圧倒するほどの実力を身に付けている。
しかし女の身ゆえに周囲の目は冷たく、性別ではなく純粋に剣士としての実力を評価されたいという欲求を抱えている。また、過去に剣士としての生き方に背を押してくれた亡き友人の言葉もあり、剣に対しては時に狂的とすらいえる姿勢を見せる。
善丸から大実賀藩に訪れた伊織の世話役を任され、当初は伊織の非常識な行動に幻滅するが、剣士としての純粋に強さを求める姿勢と、女である自分をひとりの武芸者として接したくれたことから考えを改める。幕下大仕合では、自身も正式な参加者となるべく江戸へ向かう伊織に同行し、百剣士のひとりである有働武來と対峙、激戦の末に辛くも勝利し本戦出場を果たす。
本戦一回戦では駿河藩の美鳳丸との対戦となるが、あまりの力量差の前に赤子同然のあつかいをされる。それでも剣士としての意志で手傷を負わせるものの深手を負わせるには至らず敗北、さらには自身を救うため追ってきた伊織の敗北を忠家に見せつけられ、駿河藩へと拉致される。

#### 幕府関係者
渋沢完（しぶさわ かん）
幕下大仕合で伊織のもとに派遣された案内人。伊織との戦いで手負いになったとはいえ、柴飛燕を一刀で斬り捨てる実力の持ち主。
柳楽京也斎（やぎら きょうやさい）
百剣士番付二番。徳川家兵法指南役で、かつては陣介の討伐を任されていた幕府最強の剣客。幕下大仕合では番付二番として参加する裏で、平松忠家ら駿河藩勢を排除すべく暗躍する。天下一とされる剛剣の使い手で、なみの防御ではその斬撃を受けることは不可能。表には出さないが、弟子の凛を己の幕臣としての生き方への支えとして溺愛している。
本戦一回戦では駿河藩の石神井兵吾と対戦し、自身の剛剣によって勝利する。
海堂凛（かいどう りん）
柳楽の弟子で、幕下大仕合では番付十番として参加。本戦一回戦において中村時雨と対戦、神成流相手に居合同士の対決を挑み勝利する。
神空・新蔵による将軍暗殺に対応すべく迎え撃つが、神空の命を賭した反撃を受けて死亡する。
碇谷新蔵（いかりや　しんぞう）
番付八番。長巻の使い手。海堂と同じく柳楽の側近のひとり。
正体は大試合から５年前より潜入していた無宝流の間者であり、本名は九龍亮吾。参謀・九龍安吾の弟にあたり、当主直属兵に所属している。
本戦一回戦にて神空と共謀し神空の死を偽装。二回戦では神空を城内へ引き入れ、ともに将軍の暗殺を決行する。しかし暗殺を事前に察知していた限解天兵・現羅に待ち構えられ、神空に将軍を追わせるため一騎打ちで対峙することとなり、牙雲流の技を駆使し立ち向かうが、真の姿を解放した現羅には歯が立たず、胴に鉄櫂の重い一撃を受け絶命する。
徳川綱光（とくがわ つなみつ）
現江戸幕府の統治者。幼名は菊千代（きくちよ）。病弱の身ゆえに一時は次期将軍の候補から外されていたが、有力候補であった弟の公千代（忠家）が起こした凄惨な事件をきっかけに、父である先代将軍に跡目を譲られた。
人知を超えた武力をもつ忠家を自分の地位を脅かす危険分子と見なし、幕下大仕合を利用して始末することを画策する。
常に高圧的かつ己を楽しませるためなら毒を用いた斬り合いすら強要するなど、残忍かつ狂気的な性格で、周囲からは「下衆」「暗君」と揶揄されている。

##### 限解天兵（げんかいてんぺい）
幕府指揮下の非公式暗殺部隊。武才に優れた人間同士を何世代にも渡って交配させ、過酷な鍛錬を課すことで生み出された「人間兵器」たち。構成員は完全な実力順で伍級〜壱級、そして最上位の特級天兵で組織されており、特級天兵は文字通り「一騎当千」の実力を誇る。忠家ら駿河勢の一回戦突破の報を受けた将軍の命令により、総長・副総長を含む最強の特級天兵6名が大仕合二回戦より出場する。
伊勢羅門（いせ ラモン）
限解天兵総長。坊主頭に左目をまたぐ大きな切り傷、その傷と左耳のあいだにある渦状の入れ墨が特徴で、法衣をまとった僧侶のような風貌をしている。天兵の頂点にふさわしい圧倒的な実力者で、2年前には無宝流の残党100名以上を無傷のままで殺害している。
流星槌や鉄の鉤爪などを武器にしている上に体術にも長けており、どんな間合いも苦にしていない。
現羅（げんら）
限解天兵副総長。中央に四つの太極図が描かれたフードで口元を覆っている長身の男。得物は鉄櫂。普段は冷静沈着だが内側にもう一つの苛烈で残忍な性格の「禅羅」を秘めており、帯として使用している二十貫の枷とフードを外すことでそちらが表に現れ戦う。
誉（ほまれ）
上位天兵唯一の女性。善丸をも上回る長身と屈強な肉体の持ち主だが、整った顔に大きい乳房といった女性らしい色香も備えている。モンタンテと呼ばれる身の丈程ある大剣を武器にしている。精鋭揃いの限解天兵において幼い頃から身体能力、技量、知能や判断力など全てにおいて最高評価を受け続け、史上最年少で特級天兵となった人物。過去に脱走を試みた際にはわずか十二歳でありながら参級天兵五名を殺害しており、羅門は捕らえて尋問した際に自分は戦士であり、自分より弱い者の子を産む気はないと言い切った誉の目を見て自由を与えたとの事。羅門からは幼い精神性を唯一の欠点であるとされながらも底知れない実力を高く評価されているが、戦いに没頭するあまり任務の遂行をおろそかにしがちで、それ故に現羅からは駒としては扱いづらいと言われている。天兵の二回戦参加に異を唱えた善丸を卑猥な言葉と仕草でからかい、「破廉恥な女」と苦手意識を抱かれる。
花蕾（からい）
上位天兵のなかでも好戦的で血気盛んな青年。「ファルシオン」を用いた西洋剣術の使い手。鍔迫り合いから相手の武器を捌き攻撃する「バインド」技術をもっとも得意としており、我間と同等の速さも兼ね備えている。羅門からは合戦には不向きな性格の持ち主と言われているが、その一方で超一流の速さと闘争心に加えて随一の「バインド」技術を高く評価されており、1対1では相当強いと評価している。
二回戦にて我間に目をつけて襲撃し、当初はバインドで追い詰めるが、自身のバインドを神威に押し切られて敗北した。
仙道（せんどう）
長髪が特徴の優男。二槍術を用いた一方的かつ多彩な連撃を得意とする。
山神（さんじん）
目元を覆う仮面が特徴の寡黙な男。
蔵院聖矢（ぞういん せいや）
下から二つ目の階級に属する下級天兵。西洋伝来の武具「ハルベルト」の使い手。大仕合番付十七番として、ほかの天兵に先行して参加する。
本戦一回戦では東条春嶽と対戦、幕府からの協力要求を蹴り無宝流へ戻ると決めた東条を裏切り者として対峙する。東条の戦法や能力を事前に研究しており、さらに自身の死を恐れない猛攻で終始圧倒していたが、勝負を決めにきた東条の奥技「虎王破牙」に反応できず胴を貫かれて死亡する。
伊勢雅鷹（いせ がたか）
先代の限解天兵総長。権力欲から先代の徳川幕府将軍に色目を使ったことにより、処刑されたと言われている。将軍の子を宿していたとの噂もあるが詳細は不明。

#### 駿河藩
平松忠家（ひらまつ ただいえ）
百剣士番付一番。駿河藩主で、江戸幕府将軍の実弟。幼名は公千代（きみちよ）。生まれたときから人間離れした身体能力をもち、7歳時に初めておこなった剣の立ち合いでは、力加減が分からず相手の大人たちを撲殺した過去をもつ。それ以来周囲からは恐れられ、将軍の後継者候補からも外された。その際は大人しく身を引いたが、それも最後は天から力を与えられた自分こそが覇道を進み頂点に立つと確信していたため。
幼少時からあらゆる武術を学んでおり、鍛錬のために多くに人間を斬ってきた過去をもつ。己を殺すために幕下大仕合が行われることを察すると、兄たち現幕府政権を打倒する野望のために動き出すこととなる。
石神井乱童（しゃくじい らんどう）
番付三番。駿河藩兵法指南役で、忠家の片腕的存在。女口調で話す飄々とした人物だが、武芸者としては正々堂々とした戦いを信条とし、駿河の武術を背負うものとして技の研鑽にも余念がない。
美鳳丸（びほうまる）
番付七番。忠家直属の精鋭のひとり。柳楽をして勝てるかわからないと言わしめるほどの強靭な肉体をもち、その力は素手や突進で容易に人の頭や体を砕き、軽い斬撃では刃が通らないほど。忠家を神と崇めており、絶対の忠誠を誓っている。やや舌足らずな口調で話す。本戦一回戦では蘭と対峙し終始圧倒した上で勝利・拉致し、その後蘭を救出に来た伊織とも対峙、一進一退の攻防を繰り広げるも忠家の介入によって中断される。
石神井兵吾（しゃくじい ひょうご）
番付十五番。乱童の息子で、その武のすべてを受け継ぐ嫡男。刀と西洋伝来の小型円盾（バックラーシールド）をもちいた武術の使い手。父譲りの正々堂々とした武人であり、本戦第一回戦では格上の柳楽が相手でありながらも、臆せず一対一での勝負を挑む。当初はバックラーを駆使した攻防一体の戦法で柳楽を翻弄するが、柳楽の剛剣に屈し斬殺される。

#### 幕下百剣
本作で初登場する人物のみを記載する。
柴飛燕（しば ひえん）
番付九十五番。長大な野太刀を操る源羽流の当主で、幕下大仕合における伊織の最初の対戦相手。剣術を学んでわずか5年で連勝を重ねている天才武芸者で、「不敗の燕」の異名をもつ。その強さゆえに命がけの戦いの経験に欠けており、相手によって強さにむらが出るのが欠点。剣士としてさらなる高みを目指して伊織に挑み、序盤は野太刀の間合いと奥義「燕返し」による斬り返しの速さで圧倒するが、自力と経験の差で完敗する。その成長性の高さを伊織に惜しまれて命だけは見逃されるが、その甘さをよしとしない渋沢に斬られ死亡する。
百地三平太（ももち さんぺいた）
番付九十九番。伊賀霧隠流はぐれ忍の老人。番付のとおり正面の戦いでは最下位に近い実力だが、多彩な罠や暗器を駆使した忍びらしい戦術でこれを補っている。
善丸を毒手による猛毒に感染させて行動を制限し、さまざまな罠を設置した森に誘い込んで追い詰めるが、とどめを刺すために接近した隙を突かれ、定長の予想外に速い斬撃を食らい絶命する。
真上雷桜（まがみ らいおう）
番付九番。印度伝来の柔軟な長剣「ウルミ」の使い手で、通称「最強の暗殺者」。血を好む快楽殺人者で、江戸に向かう道中では無関係の人間を大勢手にかけていた。宿場町で遭遇した蘭を圧倒し、途中交代した伊織をも追い詰めるが、右手首を切り落とされ敗走する。このとき自身の巻物を失うが、ほかの参加者を倒して3本の巻物を集め、本戦に出場する。
本戦一回戦では忠家の対戦相手となり、ウルミに加え失った右腕に新たな三又の刺突武器「ヴァジュラ」を携え、幕府からの依頼で鎌田太一郎とともに忠家と乱童を襲撃する。武器を持たずに回避に徹する忠家に「ヴァジュラの雷鳴」で勝負を決めようとするが、実は武術を分析するために観察されていただけであり、忠家にヴァジュラを素手で受け止められ、左腕を怪力で握り潰されてウルミも奪われる。その後も忠家の馬鹿にした態度に激昂しつつ反撃を試みるが、ウルミの試し斬りとして首を切り落とされ惨殺される。
名越作太郎（なごし さくたろう）
番付十一番。名越流杖術。鉄杖による変幻自在な技を得意とする老人。老齢ながら好色で俗物的な性格で、金や権力を得るために大仕合へ参戦した。本戦一回戦にて岡本半次郎と対戦するが、「磐裂根裂」によって鉄杖ごと脳天をかち割られ死亡する。
真嶋喜太郎（ましま  きたろう）
番付十二番。明神流槍術。榊原佐助の兄で、佐助を遙かにしのぐ槍の才能の持ち主であり、佐助を超える紅抜の使い手。15歳の時に師を圧倒し勝利した事で紅抜の後継者の座を手中にするも、紅抜への強い憧れを持つ佐助の思いを察して紅抜の後継者の座を譲り、出奔していた。佐助に紅抜を譲った事で結果的に佐助が死んだ事を後悔し、佐助から紅抜を受け継ぎ、佐助を殺害した仇である大亀流に復讐する事を誓った。佐助とは兄弟を超えた関係にあった。
本戦初戦にて伊織と対戦。紅抜の性能と特性を最大限に引き出し伊織と互角に渡り合うも、強敵との戦いと剣を楽しむ事を取り戻した伊織によって左耳を斬られる。しかし、身につけていた佐助の耳を食べることで、佐助の人格を創り出して肉体のリミッターを外し伊織を圧倒するも、最後は紅抜の穂先を斬り裂かれそのまま斬られ死亡する。
中村時雨（なかむら しぐれ）
番付十三番。四門の弟子で神成流の使い手。無宝流再起の一環として大仕合に参加する。船で我間と会い四門からの伝言を我間に伝える。その後は東条と接触し無宝流へ戻ることを交渉を図るが、これを幕府に察知され無宝流の暗躍を露呈する結果となる。のちに対戦相手である海堂と対峙し、奥義の「凪繊月」で一気に勝負に出るが、返り討ちにあい死亡する。
元羽義盛（げんう よしもり）
番付十四番。無元双流槍術。本戦一回戦における我間の対戦相手だったが、我間と合流しようとしていた神空によって手土産として対戦することなく首を切断され死亡される。一応、神空から「結構強かった」と言わせるだけの実力は備えていた。
百瀬士郎（ももせ しろう）
番付十六番。西洋剣術（ロングソード）の使い手。西洋における鍔迫り合いの戦術「バインド」を得意とする。かつては剣の名門の生まれで、悪しきを嫌い弱きを救うという強い信念をもっていたが、その信念に妄執するあまり自分の正義に沿わないものをすべて断罪するようになった過去をもつ。
本戦一回戦において善丸と対戦、バインドを駆使し深手を負わせるなど終始圧倒するが、超重量の定長を相手に鍔迫り合いを繰り返していたことが災いし、腕が痺れてバインドが使えなくなったところを追撃され死亡する。
王華（おうか）
番付十九番。柄頭に重心を置いた古代の剣と、それを用いた超高速の剣術をあつかう。実は幕府側の協力者。
本戦一回戦において土龍の対戦相手となる。土龍を追跡する過程で無宝流の潜伏先で我間を発見し、柳楽へ報告しに戻ろうとしたところを土龍によって阻まれる。特殊な剣術で一度は押すものの、土龍の猛攻を受けてからは対応できず、繰り出した反撃を逸らされ、胴を刺し貫かれて死亡した。
鎌田太一郎（かまた たいちろう）
番付二十八番。手甲や脚甲を用いた体術の使い手。本戦では石神井乱童と当たり、幕府に協力し雷桜とともに忠家と乱童へ奇襲を仕掛ける。始めこそ乱童の刀を破壊するなど優勢に進めていたものの、実は自身の動きを観察されていただけであり、反撃に出られてからは力量差の前に手も足も出ず敗死する。
大林一姫（おおばやし いっき）
番付五十四番。三節棍と戦斧を組み合わせた特殊な武具「三節戦斧“炎雅”」をあつかう。予備戦において伊織を誘い出し仲間の達人30人との連携で討とうとするが、伊織には歯が立たず左目と左腕を切り裂かれ、怖気づいていたところを居合わせた東条に首を切り裂かれ死亡する。
岡本半次郎（おかもと はんじろう）
番付百番。元・大亀流門下にして亀伝坊の息子であり、本名は大泉半次郎。大亀流時代は五行の技を全て極め、父の亀伝坊からも次期当主と目されていたほどの天才剣士で、陣介を大亀流へ招き入れた張本人でもある。凛太郎の事も知っていた。やがて頭角を現してきた陣介の姿に自身の剣の限界を感じ、自身では出来ない大亀流の進化を陣介に託し、陣介に当主の座を譲るために、20年近く前に大亀流から離れた。
その後も陣介とは少なからず交流があったようで、陣介が考案した六番目の型である「天地の型」を我間と伊織へ受け継ぐ橋渡しの役目を頼まれていた。大仕合には、生前の陣介からの頼みであった、我間と伊織に会い彼らに「天地の型」を継承させる目的で参加した。大亀流を辞めてからも武術に対する好奇心・探究心は失われておらず、初見の武術には直撃こそ避けるがわざと受けようとする悪癖がある。
本戦一回戦では名越作太郎と対戦。土公型第三式「磐裂根裂」によって名越の鉄杖ごと脳天を粉砕し勝利する。その後は伊織たちと合流し、生前の陣介の意向とともに「天地の型」を伝授する。その後大亀流と決別を決めた我間にも「天地の型」を伝授させようとするも、基礎を磨く事に重点を置こうとしそれを拒んだ我間に対して、強引に「天地の型」を見せた。
天野次郎丸（あまの じろうまる）
天迅流。予備戦において、可士太郎に刀を売り払われ丸腰だった我間を襲撃する。小太刀と素手を織り交ぜた連撃で猛攻を仕掛けるが、我間には通じず小太刀を奪われて、降参を要求されるも応じなかったことで肩口から斬られ敗北する。
有働武來（うどう ぶらい）
誠真流当主。身長2メートルほどの巨躯と、木刀で大岩を両断するほどの怪力の持ち主。実直な性格で、弟子からの尊敬も厚い。貧しい農民の生まれであったが、才を見出され武家の養子となった過去をもつ。
本戦出場のために江戸で待機していたが、大仕合に飛び入り参加するための巻物を求めていた蘭に勝負を挑まれ対峙する。当初は蘭を女と見て侮っており、力量差もあり優勢に進め、隙を突かれ足の動きを潰された後も負傷しつつも圧倒していたが、蘭の決死の戦術と水龍型「逆鱗」によって腹を切り裂かれ死亡する。敗れこそしたものの、蘭からは最初から女だと侮らずに戦われていたら勝てなかったと評される。

## 術技
大亀流
雷・火・空・水・土の五つの型からなる「五剣（五行）」と、これらの系統に属さない複数の技で構成される。熟練者は複数の型を同時にあつかうことも可能。
雷電型（イカヅチノカタ）
大亀流五剣ノ一。電光石火のごとき速さを信条とする体技。我間や伊織が最も得意とし多用する。
第一式
奇妙な構えから相手の間合いに侵入し、相手が反応した後、壱・弐・参の三段攻撃を仕掛ける。初登場時から正式な技名が明かされていない。
第二式「紫電閃（しでんせん）」
両膝を曲げた半身の姿勢から重力に身を任せ前方に倒れ込み、落下の速度に渾身の脚力を上乗せした突進力をもって超速度の斬撃を繰り出す。使用には一定の間合いを必要とし、意図的に不安定な体勢を取るために発動前後の隙も大きい。他の技と組み合わせることで、技に紫電閃の突進力を合わせることで技の威力を上げれる
第三式「鳴神（ナルカミ）」
序・交・斬の三手の組み合わせにより構成される雷電型最終奥義。。第一手「序」にて相手の斜め前方に倒れこみそれを利用して相手の間合いに侵入し、第二手「交」にて足を交差させわざと体勢を崩し、体の横へ倒れ込む力を利用し一気に急転換・急加速を行うことで相手の視界から完全に消失、第三式「斬」にて無防備と化した相手を一閃する。使用には三歩の間合いと呼ばれる独特の間合いを必要とするため、「紫電閃」よりも発動の条件は厳しい。また、純粋な速さにおいても「紫電閃」より劣る。我間は可士太郎との修行の中で「交」の方向転換を連続して行えるように技を進化させた。
焔燃型（カグツチノカタ）
大亀流五剣ノ二。鉄をも寸断する破壊力重視の型。使いこなすには相応の筋力を必要とするため、まだ肉体が成長途中の我間はこの技を苦手としているが、後に身体が成長して来た事で克服した。逆に筋力に優れる善丸はこの型を極めている。作中の大亀流出身者の多くが使用する型でもある。
第一式「火柱（ひばしら）」
刀を片手で振り被った体勢から、空いた腕で持ち手側の肘裏を弾き上げ、鞭のようにしならせ振り下ろす。身体が成長途中の我間は鉄芯入りの長刀の柄を両断するのでやっとだが、善丸はより重さと厚みがある投げ手斧を粉々に粉砕して見せている。また二刀の状態で「火柱」を二刀同時に行う「火柱二刀」と言う変形技もある。
第二式「紅蓮旋（ぐれんせん）」
刀の持ち手側の腕を首に巻き付けるように、逆の腕を持ち手の内側に交差させるように構える独特の姿勢を取る。基本的な原理は一式と同様だが、横方向へ薙ぎ払うように振り抜くのが最大の違い。間合いに入った数人を一度に両断するほどの威力を誇るが、刀の制御の困難さと損傷の危険性から、超人的な身体操作能力が必要とされる。紫電閃の突進力を利用して放つことで紅蓮旋の威力に更に速度と重さを加えられる。
第三式「朱円月（シュエンゲツ）」
焔燃型最終奥義。左手で刀を振るいつつ、峰に添えた右手を柄に向けて滑らせながら刀身を押し込んで加速させ、柄を右手に持ち替えて速度と間合いを最大限に高めた状態で斬りつける。
虚空型（オボロノカタ）
大亀流五剣ノ三。雷電型同様、剣捌きではなく体捌きを主軸としている。
第一式「影縫（かげぬい）」
全身を脱力した自然体の状態から、使っていない筋力のすべてを身体回転に傾けることで、通常不可能であるはずの間合いへの侵入や回避をおこなう。
第二式「影喰い（かげぐい）」
正中線を軸に体を高速反転させ、回避と同時に斬撃を繰り出す技。
第三式「悲廉巻龍（ひれんかんりゅう）」
正中線から死角に入り、死角から角度のある二刀での攻撃を繰り出す技。
水龍型（ミズチノカタ）
大亀流五剣ノ四。読んで字の如く、水のように変幻自在な太刀筋を特徴とする。
第一式「逆鱗（げきりん）」
刀を振り下ろす瞬間に左右の握りを入れ替えて斬撃の軌道を変化させ、相手の防御をすり抜けつつ攻撃する。下段から同様の攻撃を繰り出す変形技も存在する。
第二式「湍流飛瀑（タンリュウヒバク）」
刀を振り下ろすまでの動作は「逆鱗」と同じだが、握りを替えずそのまま左片手突きに移行し、さらにそこから横薙ぎの技に派生する。
第三式「漣回天（レンカイテン）」
特殊な刀の動きで、刀を視界から消したあと、虚の動作から瞬発される方と右腕による二段加速を行い、二度目の加速と同時に起こる斬撃起動の変化で攻撃する。
土公型（ドコウノカタ）
大亀流五剣の五。焔燃型と特性は似ているが、こちらは武器の破壊と相手の体勢を崩すことに重きを置いている。
第一式「荒神（アラガミ）」
特殊な上段構えから敵の武器を狙い打ち、刃同士が激突する瞬間、刀を回転させることで激突速度を一気に上げ、相手の武器を弾き飛ばすと同時に損傷させる、攻防一体の技。「逆鱗」と同様に下段から繰り出すことも可能。
第二式「岩喰（イワグイ）」
鍔迫り合いの状態から「荒神」を繰り出し、武器ごと相手を弾き飛ばす。
第三式「磐裂根裂（イワサクネサク）」
両腕を極端にひねった特殊な上段構えから剣を振り下ろし、直撃の瞬間に一気にねじりを加えることで破壊力を最大まで高める技。鉄製の杖すら容易に破壊するほどの威力をもつ。
天地ノ型（てんちのかた）
『修羅』から登場。大亀流五剣ノ極（きわみ）。陣介が考案したとされる六番目の型にして、大亀流の集大成とされる技。病で余命いくばくもなかった陣介が、自分の死後に我間と伊織に型を届けるよう半次郎に託していた。その本質は、五剣の既存の各型の技すべてを合計した十五の技を途切れることなく繰り出す連撃技であり、技の発動も雷電→焔燃→虚空→水龍→土公の順番で各型の一式から三式までの順番に行われる。したがって、これら五行の十五技すべてを単体で極めていることが必要条件となるが、この条件を満たしていた半次郎自身も完璧に使いこなせないほど難度は高い。半次郎は、大亀流の正式な技でありながら伝承過程で失伝したとし、五行の隠れた性質に気づいた陣介が失われた技を「発見」したと予想している。
可士太郎からすると第七ノ型（神威があるため）。
虎穿（こせん）
つま先から手首に至る全身の関節を回旋させ、捻じ込むように穿つ必殺の突き。「紫電閃」や「鳴神」の「斬」の体勢から放つことで、威力を何倍にも高めることができる。伊織から「鳴神」とともに我間に受け継がれる。刀の代わりに掌底を放つ「虎穿無刀（こせんむとう）」という派生技も存在し、こちらも相手の肋骨や顎を砕く威力がある。
鬼返（おにがえし）
大亀流秘奥。上下二段の連続攻撃。刀を振り下ろした直後に首を捻ることで肩甲骨から腕全体を伸ばし、間合いを広げつつ高速で斬り上げる。その特性から、「火柱」や「荒神」といった上段系の技と組み合わせて使用される場合が多い。
霧氷ノ迅雷（むひょうのじんらい）
大亀流奥義。亀伝坊の技。敵の突進と自らの沈身を利用して、霧氷のごとき静けさと迅雷のごとき速さで敵を斬る。
連舞（れんぶ）
大亀流の正式な技ではなく、大宮万里と戦う真ノ丞の動きを見た善丸によって名づけられた。複数の技を間断なく繰り出し、それらが一つの技であるかのように見せる神速の連続攻撃。極めて精緻な技巧を持つ真ノ丞ならではの技。劇中では、逆鱗・荒神・鬼返しの三連続攻撃を披露する。
神威（かむい）
可士太郎によって独自に考案された第六ノ型。考案した可士太郎自身にも使用できないとされる最終奥義。前に出て相手を自身の間合いに入れ、相手の攻撃の側面にこちらの斬撃を当て、攻撃の軌道を逸らし、同時に相手の急所を斬り裂くカウンター技。技の性質上、失敗すれば術者が致命傷を食らう危険を伴う。使用するには敵の攻撃の気配を完全に見切る能力と高度な身体操作能力が必要とされる。
技の性質はバインドに近いが、相手の攻撃を受けてから自身の攻撃に繋がる、二拍子の動きを必要とするバインドと違い、技の威力と速度を保つために一拍子の斬撃で敵の攻撃を逸らして同時に相手を仕留めるための斬撃を行う神威とでは、技の難易度は神威の方が高いが、技の威力と速度に関しては神威の方が高い。
天幻流
燕（つばめ）
巻梅庵が使用。斬撃の途中で後手のみ突きを行い、速さを落とさず間合いを伸ばす変則技。長刀だけでなくほかの武器でも応用可能。
蓮華（れんげ）
三位一体による天幻流奥儀。第一輪「椿（つばき）」で梅庵が長刀の柄による足払いから刃の方の斬り上げを繰り出し、第二輪「牡丹（ぼたん）」でほかの二人が同時に斬撃を繰り出し、最後の三輪「梔（くちなし）」で梅庵が下段から地面を抉りつつ斬り上げる。
中泉流
狂矢（くるいや）
厳密には中泉流が用いる三本の矢のこと。まず、先端に鉛の塊、その上に穴の開いた鏃をかぶせ、凄まじい破壊力と精度を持たせた一の矢「破（は）」によって敵を森に誘いこむ。そして、羽と鏃の一定方向に空気抵抗がかかる構造から曲がる特性を持つ二の矢「円（エン）」によって敵の足を止め、目視可能な位置へと誘導する。最後に、激しく振動しながら命中させた相手の骨肉を散らす異形の矢、三の矢「牙（きば）」によって敵にとどめを刺す。牙は威力があるが制御が難しく、中泉新の腕をもってしても30間（54メートル）の射程までしか狙い撃つことができない。我間に敗北してからは修行を重ね、豪弓・黎月との組み合わせによって強固な城門すら撃ち砕く四の矢「破王（はおう）」を開発する。
鏡千流
月隠の構え（つきがくしのかまえ）
鏡千流秘伝。大丸元三が使用。敵の姿に自らの拳を重ねることで、目だけでは分からない相手のわずかな動き出しをいち早くつかめる。
虚蹴跳（こしゅうちょう）
跳躍の落下直前に後ろ足で前足を蹴ることにより空中で加速する変型縮地。大丸龍五が使用し、それを一見しただけで技を盗んだ我間が大丸左近との仕合にて使用する。また、大丸左近は自身が得意とする蹴り技の直前に虚蹴跳を挟む事で超速の蹴りとして昇華させるなど、応用し使用している。
卍卍流
大蛇（おろち）
蛇牙と小太郎が使用。同時に放たれた二本の鎖分銅が目標の直前で軌道を急激に変化させ、思わぬ方向から襲い掛かる同時攻撃。
魂隠流
不動金縛りの術（ふどうかなしばりのじゅつ）
藤林才蔵が使用。「矮針（わいしん）」と呼ばれる細くて小さい針を相手の関節内の神経に打ち込むことで、その動きを封じる。無理に動かそうとすると激痛が走る。針は細い上に刺さった瞬間は痛みを感じないので、敵はまるで金縛りにされたかのように感じてしまう。
双燕流
無比無双連刃（むひむそうれんじん）
二階堂美作唯一の攻めの構え。布石として対処しづらい下段攻撃をガードさせ、その隙をついてもう一方の刀で斬りつける、二刀を活かした連続攻撃。
明神流
金剛三法（こんごうさんぽう）
鬼断の基本にして数少ない術技。槍の穂先を円を描くように右旋回させる「阿形右旋（あぎょううせん）」、逆に左旋回させる「吽形左旋（うんぎょうさせん）」、強烈無比な突き「羅漢直突（らかんじかづき）」の三法から成る。鬼断の継承者はこの三技だけで敵の幾千幾万の技を制してきた。
血絡（ちがらみ）
紅抜・秘奥。槍を高速回転させることで穂先を大きくうねらせ、予測不可能な軌道を描く突きを放つ。穂先の重心が偏っている紅抜ならではの技。
破状血絡（はじょうちがらみ）
紅抜・秘奥。槍を高速回転させ突きを行う事で、左右非対称の重心を持つ紅抜の柄をしならせて、攻撃範囲を広げる技。
反し牙牙（かえしガガ）
槍を返しながら払う技であり、紅抜の横の刃で切り裂く。
迅式・五扇尖（じんしき・ごおうせん）
神槍九曜・奥義ノ参。管槍の利点である押し引きの速さを活かした高速の五連突き。のちにさらに速度を高めた七連突き「迅式・七扇尖（じんしき・ななおうせん）」へと進化する。
蛇旋（じゃせん）
神槍九曜・奥義ノ四。後ろの持ち手を螺旋状に動かすことで柄をしならせ、蛇のように予測不能な軌道の突きを放つ。
双蛇旋（そうじゃせん）
神槍九曜・奥義ノ五。管を軸に柄を回転させて放つ変則2段突き。
八星開眼（はっせいかいがん）
神槍九曜・最終奥義。管槍の性能を最大限に引き出し、8か所の急所をほぼ同時に多角的に攻める超速八連突き。その難度の高さから、歴代の九曜継承者の中でも完璧に体得した者はごくわずかとされる。
神成流
凪繊月（ナギセンゲツ）
神成流奥義。鞘に入った刀を親指で弾き相手の眼前へ飛ばして相手の視界を塞ぎつつ、飛ばした刀を掴んで相手を斬る。
鷺討（さぎうち）
四門が考案した奥義。刀を肩越しに構え、突き出した手のひらを発射台にして刀を滑らせて加速力を生み出し、強烈な突きを繰り出す。
卍抜き（まんじぬき）
神成流最終奥義。刀を抜いた瞬間すら見えないほどの超高速の居合。通常の居合とは逆の左半身に構え、鞘引きの動きを大きく取ることによって右足を踏み込む動きが加わり、制御は難しいが素早く抜刀でき、更に刀を抜く位置が通常よりも近くなる。
無宝流
砕熾撃（さいしげき）
進次郎の技。右手に持った双節根を、右肩を支点にして左手で引き絞り、その反動を利用して振り下ろす技。進次郎の技の中でも最高の速度と威力を誇る。
蓋轟烈震（がいごうれっしん）
馬庭重法の技。極端に重心を低くした中腰の姿勢から、全体重を棒の一点に集中させ振り下ろす技。まともに受ければ太刀をへし折り、そのまま相手の骨を砕く威力を持つ。
剛旋牙（ごうせんが）
鬼部流方の技。黒梳爪による高速の突きから、さらに相手の胴体を薙いで引き戻すことにより、黒梳爪に植え付けられた無数の爪でその骨肉を抉り取る。
鉤ノ灯籠（カギノトウロウ）
村雨利虎が開眼した絶対防御術。初見で把握した相手の体格や身体能力・技・癖をもとに、間合いや地形などの周辺状況を加味し、さらに自身の構えや挙動で相手を誘導することで、予想される攻撃の選択肢を限定させる。ただ攻撃を防ぐだけでなく、同時に相手の体勢も崩す攻防一体の技。
天脈気殺（てんみゃくきさつ）
絃魂流の技。指先で相手の秘孔を突き、神経を遮断することでその部分の感覚を奪い動けなくさせる技。突かれた部分は2、3日で完治する。
尖牙神勁（センガジンケイ）
絃魂流奥義。天脈気殺の上位技。極限まで力を集中した指先に全体重を上乗せして突くことで、刀剣のごとく人体を抉り貫く。
双炎車輪（そうえんしゃりん）
神垣流奥義。大剣の形に組んだ双炎丸を、全身を連動させ波打つような軌道を描きながら振り回す事により一度の斬撃で二度の攻撃を繰り出す奥義。超高速での回転運動に加え、両刃という特性から二撃目を放つ位置、角度は術者が自在に変えられるため、間合いに入った相手は防御を許さず確実に仕留める必殺剣。
昇飛龍（のぼりひりゅう）
宗陣流奥義。槍の切っ先を地面や床板に突き刺した後、柄をしならせ力を溜めた後、一気に跳ね上げ、その弾性とこちらに突っ込んでくる相手の突進を利用して切断する技。その特性からこの技で倒された死体は下から上に切断された特異なものとなる。
蛇四連弾（じゃよんれんだん）
赤龍・青鈴奥義。相手に二人同時とびかかり、双鞭を四方から同時に放つ。
砂狩の陣（すながりのじん）
地上における蟻丸の主戦法。両刃剣を巨大な盾の隙間に差し込んだ状態で前方に構え、蟻丸自身の超人的な腕力と脚力をもって敵に突進する。
崩塊斬（ほうかいざん）
牙雲流奥義。超重量級の長巻である長子丸を頭上に高く掲げ、落下する力を利用して斬撃速度や威力を最大限まで上げた状態で一気に振り下ろす技。並の技量や筋力では使用できないとされ、その一撃は伊織ですら完全には回避不能。
天覚ノ眼（てんかくのめ）
視界に入る動きや変化をすべて的確に把握し、相手のあらゆる攻撃を見切る無敵の目。修行では体得できないまさしく天賦の才であり、劇中でこの目を持つ者は黒鉄親子と乱丸のみ。
虎王破牙（こおうはが）
東条春嶽の奥義にして唯一の大技。刃を上に向けて地面に置き、相手に対して突きと切り上げを同時におこなう。高い威力の反面、技の打ち終わりに生まれる隙が大きい。
蠍火極毒歩（かつびごくどくほ）
藤の一族奥義。刀を投げつけて相手の注意をそらし、その刀を足の指でつまんで蹴り上げつつ突き立てる。
源羽流
燕飛乱舞（えんびらんぶ）
燕返し（つばめがえし）
印度武術
四刃開眼（しじんかいがん）
ブラフマーとシヴァの二刀による戦型。
ヴィシュヌの裁き
ブラフマーでの攻撃を行いながら、ブラフマーの攻撃にシヴァによる攻撃を混ぜる技。
四神狂乱（ししんきょうらん）
ブラフマーとシヴァの二刀同時斬撃。
ヴァジュラの雷鳴
ヴァジュラによる、全速からの自重を切っ先に乗せて、貫通力を高める技。
伊賀霧隠流
毒手（どくしゅ）
毒霧の術（どくきりのじゅつ）
駿河藩
戦乙女の祈り（いくさおとめのいのり）
石神井兵吾の秘奥。バックラーと刀を重ねるように構えることで、受け流しと斬撃を同時に繰り出すカウンター技。
百瀬流
バインド
西洋のロングソード術の基本戦術のひとつで、刀身をぶつけ相手を制するための鍔迫り合いの高度な戦闘技術。豊富な展開のバリエーションで有利なポジションを取り、攻撃へと繋げる。
正天の構え（せいてんのかまえ）
上段の構えから鍔迫り合いへ持ち込み、バインドへと移行する。

## 武具
大亀流
久夛良木定長（くたらぎさだなが）
一ノ瀬家に伝わる人の背丈ほどの長さを持つ大太刀。扱い易いよう柄が非常に長くなっている。鍔は付いていない。
千我村雨（せんがむらさめ）
黒鉄陣介が大亀流を離門するまえに所持していた名刀。
『‐修羅‐』で新設された大亀流道場で保管されていたが、我間と立ち合い次代の当主にふさわしい実力であると認めた真ノ丞から我間に託される。
天幻流
眉尖刀（びせんとう）
巻梅庵や、その師である東条春嶽が使用する大刀 (中国の武器)。「なぎなた」に「眉尖刀」と当てる事があるが、本項の眉尖刀は、10世紀から13世紀に掛けて中国で使用されていた武具を指している。非常に重量に富み、一般的には15㎏から25㎏もある。しかし、その重量にもかかわらず、実戦で多用されていた。
中泉流
黎月（れいげつ）
海原大試合から1年後、さらなる研鑽を積んだ中泉新がものにした十人張り（九人で弓を曲げ、残る一人がようやく弦を張るほど、という意）の強弓。
卍卍流
蛇金（ジャゴン）
蛇牙が使用する卍卍流武凶具。分銅の代わりに握り拳大の鉄球が取り付けられた鎖鎌。鎌の頭端部に鎖が取付けられていて、鎖の長さは一般の鎖鎌より短くなっている。鎖が短い為、間合を変化させる事は出来ないが、速さと威力に優れている。
三ツ星（ミツボシ）
小太郎が使用する卍卍流武凶具。三本の鎖分銅を有する鎖鎌。鎖は一般の鎖鎌より細くなっている。
双首蛇首（フタクビジャショウ）
松本無楽が使用する卍卍流武凶具。通常の鎖鎌の分銅の数を二本に増やしたもの。操作には極めて高い技術が求められる。
髪帷子（かみかたびら）
松本無楽がその実力を認め、愛ゆえに殺してきた武芸者の毛髪で編まれた帷子。人毛は一本一本がアルミニウム並みの強度を持ち、さらに日本人の毛髪の強靭さは世界一であるとされ、胴狙いの攻撃を殆ど無効化する事が可能。
魂隠流
矮針（わいしん）
藤林才蔵が使用する細く見え難い針状の手裏剣。刺さっても痛みを感じず、一度深く刺さると容易には抜く事が出来ない形状をしている。
明神流
鬼断（オニダチ）
御堂心吾が使う大身槍。全長十尺（約3m）、穂先三尺三寸（約1m）、重量20kgと規格外の大きさを持つ。
紅抜（ベニヌキ）
榊原佐助が使う片鎌槍。鎌は上向きに付いており、その鎌の外側から更に小さな鎌が上向きに生えている。
『‐修羅‐』では佐助の兄である真嶋喜太郎が使用している。
銀閂（ぎんかん）
神野一翁が使う菊池槍。
九曜（くよう）
大宮万里が使う管槍。その名のとおり柄にスライド式の管を備え、これを片手で保持してもう片方の手で柄を押し引くことで、通常の槍にはない素早い突きを可能としている。
無宝流
竜桐（たつぎり）
九龍安吾の愛用する長巻。
黒梳爪（コクソソウ）
鬼部流方が使う金棒。全長八尺五寸（約2m60cm）、重量十一貫（約40kg）の超重武器。鬼部は普段引きずるようにして持ち歩いており、茱丸の力を使って初めて操る事ができる。
黒辻（くろつじ）
丸山光三が使う「三凶刃」の壱刃。牙のような刃を持つ破壊力に優れた大太刀だが、真ノ丞との戦いで真っ二つに砕かれてしまう。
銀廓（ぎんぐるわ）
丸山輝二郎が使う「三凶刃」の弐刃。短刀の峰から大きく弧を描いた長い刀身が伸びた特殊な形状をしており、変幻自在の攻撃を可能としている。
蒼霞（あおがすみ）
丸山一太が使う「三凶刃」の参刃。極限まで軽量化された双刀で、高速の連続斬撃を生み出す。
絃奉（ゲンホウ）
村雨利虎の愛刀。鋸状に細かく刻まれた刃が特徴で、通常の刀よりも破壊力に特化している。
ハルベルト
花村理一郎が大亀流との決戦に際し使おうとした最強の斧槍。花村の死後、藤堂の手に渡る。槍の刺突力、斧の斬撃力、槌の破壊力を兼ね備えた斧槍の完成形として、欧州では長く長柄武器の代表格として使用された。
『-修羅-』では、百剣士のひとりである蔵院聖矢が同じくこの武器を使用する。
双炎丸（そうえんまる）
神垣流異形刀。刃の位置が片寄り肥大化した切っ先を持つ雌刀、同形で鍔を持たない雄刀の一対からなる。雄刀は束を取り外すことができ、その刀身を雌刀の束に開けられた穴へ刃と平行に差し込み切っ先同士を合わせることにより、両刃の大剣として扱う事が可能。最後は伊織の渾身の一撃によって根元から圧し折られた。
霞白定（かすみしろさだ）
舘原吟二が使う怪刀。長い刀身をしており、また選び抜いた良質の鉄のみを使用して作られているため、薄いながらも強度を保っている。そのため間合いと剣速の両方で並の刀を上回るとされる。鬼崎の一撃によって剣先を両断される。
長子丸（ちょうしまる）
九龍安吾の長巻。刀の五倍以上の厚みがあり、落下させるだけで木の板を割るほどの超重量を誇る。そのため全力で振るうことが出来れば刀一本で受け止めるのは不可能とされている。最後は伊織によって刃を中ほどから両断され破壊される。
源羽流
物干し竿 正宗（ものほしざお　まさむね）
源羽流に伝わる大野太刀であり、斬馬刀とも言われている。大太刀の長さを持つ刃と刀よりも長い柄の間に鍔が取り付けてある、特殊な柄が特徴。
印度武術
ブラフマー
鞭のようにしなる軟鉄製の3本の刀身をもつウルミ。しなりを利用することで高速の斬撃を繰り出せるが、刃が軽く簡単に打ち払われやすい欠点をもつ。
シヴァ
ブラフマーとは違い刀身が1本しかないが、刃の重量は非常に重く、ブラフマーとは比べ物にならない高い破壊力をもつ。本戦では刃を2本に増やして使用する。
ヴァジュラ
伊織との戦いで失った右腕とブラフマーの代わりに新たに使用している武器であり、刃が短く刃が三本ある近距離で使用する武器であり、三本の刃による広い攻撃範囲と疾い攻撃を可能にする。
百瀬流
ロングソード
百瀬士郎が使う切支丹により日本へ持ち込まれた、折れにくく柔らかくしなる西洋の直剣。
駿河藩

その他の武具
炎雅（えんみやび）
大林一姫が使う特殊な武具。三節棍の攻撃の回転の速さと、刀を容易に砕くほどの重厚な刃による破壊力をあわせ持つ。

## 書誌情報
- 中丸洋介『我間乱〜GAMARAN〜』講談社〈講談社コミックスマガジン〉、全22巻
  1. 2009年8月17日発売[3]、ISBN 978-4-06-384179-4
  2. 2009年10月16日発売[4]、ISBN 978-4-06-384199-2
  3. 2009年12月17日発売[5]、ISBN 978-4-06-384227-2
  4. 2010年2月17日発売[6]、ISBN 978-4-06-384255-5
  5. 2010年4月16日発売[7]、ISBN 978-4-06-384285-2
  6. 2010年7月16日発売[8]、ISBN 978-4-06-384335-4
  7. 2010年9月17日発売[9]、ISBN 978-4-06-384367-5
  8. 2010年12月17日発売[10]、ISBN 978-4-06-384421-4
  9. 2011年2月17日発売[11]、ISBN 978-4-06-384449-8
  10. 2011年4月15日発売[12]、ISBN 978-4-06-384477-1
  11. 2011年6月17日発売[13]、ISBN 978-4-06-384507-5
  12. 2011年9月16日発売[14]、ISBN 978-4-06-384552-5
  13. 2011年11月17日発売[15]、ISBN 978-4-06-384581-5
  14. 2012年1月17日発売[16]、ISBN 978-4-06-384614-0
  15. 2012年4月17日発売[17]、ISBN 978-4-06-384657-7
  16. 2012年6月15日発売[18]、ISBN 978-4-06-384690-4
  17. 2012年9月14日発売[19]、ISBN 978-4-06-384737-6
  18. 2012年11月16日発売[20]、ISBN 978-4-06-384768-0
  19. 2013年1月17日発売[21]、ISBN 978-4-06-384798-7
  20. 2013年4月17日発売[22]、ISBN 978-4-06-384847-2
  21. 2013年6月17日発売[23]、ISBN 978-4-06-384879-3
  22. 2013年8月16日発売[24]、ISBN 978-4-06-394913-1

- 中丸洋介『我間乱〜GAMARAN〜』講談社〈講談社プラチナコミックス〉、全5巻
  1. 神速の剣技“雷電型”発動!の巻 2017年4月26日発売[25]、ISBN 978-4-06-386147-1
    - 単行本第1巻、第2巻の内容を収録。

  2. 主君を守れ! 掟無しの勝ち抜き戦!の巻 2017年5月31日発売[26]、ISBN 978-4-06-386151-8
    - 単行本第3巻、第4巻の内容を収録。

  3. 間合いを潰せ! 敵は伝説の『四神槍』!!の巻 2017年6月28日発売[27]、ISBN 978-4-06-386162-4
    - 単行本第5巻、第6巻の内容を収録。

  4. 重厚無比! 怪刀『久夛良木定長』の巻 2017年7月26日発売[28]、ISBN 978-4-06-510055-4
    - 単行本第7巻、第8巻の内容を収録。

  5. 強者たちの修業場『戎簾の里』へ!の巻 2017年8月23日発売[29]、ISBN 978-4-06-510121-6
    - 単行本第9巻、第10巻の内容を収録。

- 中丸洋介『我間乱－修羅－』講談社〈講談社コミックスマガジン〉、既刊35巻（2025年4月9日現在）
  1. 2018年5月9日発売[30][31]、ISBN 978-4-06-511566-4
    - 特別編（第零話）「千石伊織」（『週刊少年マガジン』2018年14号[32]）収録。

  2. 2018年7月9日発売[33]、ISBN 978-4-06-511780-4
  3. 2018年11月9日発売[34]、ISBN 978-4-06-513239-5
  4. 2019年1月9日発売[35]、ISBN 978-4-06-514456-5
  5. 2019年3月8日発売[36]、ISBN 978-4-06-514785-6
  6. 2019年5月9日発売[37]、ISBN 978-4-06-515138-9
  7. 2019年7月9日発売[38]、ISBN 978-4-06-515725-1
  8. 2019年9月9日発売[39]、ISBN 978-4-06-517278-0
  9. 2019年12月9日発売[40]、ISBN 978-4-06-517834-8
  10. 2020年2月7日発売[41]、ISBN 978-4-06-518451-6
  11. 2020年5月8日発売[42]、ISBN 978-4-06-519381-5
  12. 2020年7月9日発売[43]、ISBN 978-4-06-520102-2
  13. 2020年10月9日発売[44]、ISBN 978-4-06-521025-3
  14. 2021年1月8日発売[45]、ISBN 978-4-06-521678-1
  15. 2021年3月9日発売[46]、ISBN 978-4-06-522657-5
  16. 2021年6月9日発売[47]、ISBN 978-4-06-523602-4
  17. 2021年9月9日発売[48]、ISBN 978-4-06-524841-6
  18. 2021年12月9日発売[49]、ISBN 978-4-06-526274-0
  19. 2022年3月9日発売[50]、ISBN 978-4-06-527266-4
  20. 2022年5月9日発売[51]、ISBN 978-4-06-527843-7
  21. 2022年7月8日発売[52]、ISBN 978-4-06-528382-0
  22. 2022年9月9日発売[53]、ISBN 978-4-06-529146-7
  23. 2022年11月9日発売[54]、ISBN 978-4-06-529926-5
  24. 2023年2月9日発売[55]、ISBN 978-4-06-530741-0
  25. 2023年4月7日発売[56]、ISBN 978-4-06-531461-6
  26. 2023年6月8日発売[57]、ISBN 978-4-06-531873-7
  27. 2023年8月8日発売[58]、ISBN 978-4-06-532604-6
  28. 2023年10月6日発売[59]、ISBN 978-4-06-533223-8
  29. 2023年12月7日発売[60]、ISBN 978-4-06-534085-1
  30. 2024年3月8日発売[61]、ISBN 978-4-06-534861-1
  31. 2024年6月7日発売[62]、ISBN 978-4-06-535795-8
  32. 2024年8月7日発売[63]、ISBN 978-4-06-536532-8
  33. 2024年11月8日発売[64]、ISBN 978-4-06-537503-7
  34. 2025年2月7日発売[65]、ISBN 978-4-06-538453-4
  35. 2025年4月9日発売[66]、ISBN 978-4-06-539039-9